# Studentenstreik 1976/77
Im Wintersemester 1976/1977 kam es in Berlin anlässlich der Dienstsuspendierungen linker Professoren zu einem Streik der Studenten an der Freien Universität (FU), der sogleich auf weitere Hochschulen und Fachhochschulen, auf Institute des Zweiten Bildungsweges und schließlich auch auf die Technische Universität (TU) übergriff. Nach gleichzeitigen „Warnstreiks“ schlossen sich in der Folge auch zahlreiche Universitäten und Fachhochschulen in der Bundesrepublik Deutschland dem „aktiven Streik“ an.

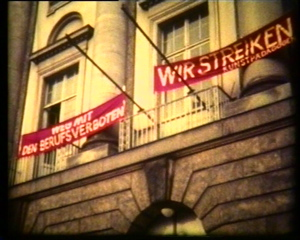
Transparente an der Hochschule der Künste (HdK) in Berlin

In dem auch „Berufsverbotestreik“ genannten Ausstand konkretisierte sich neben dieser politisch motivierten Bezeichnung ein allgemeiner Unmut vor allem der neuen Studentenjahrgänge nach den 68ern nicht nur über eine staatliche Maßnahme, sondern auch über das als Verschlechterung der Studienbedingungen empfundene neue Hochschulrahmengesetz (HRG). Zudem kam die Ablehnung der ‚autoritären Politik‘ der miteinander verfeindeten Studentenorganisationen: der maoistischen K-Gruppen und der DDR-orientierten ‚Aktion von Demokraten und Sozialisten – ADSen‘ in Berlin sowie entsprechender Gruppen in Westdeutschland, die bis dahin die Aktivitäten auf dem Campus und auch die Studentenvertretungen in den Gremien dominierten. Diese bundesweite Streikbewegung, die es nicht bei den üblichen politischen Protestaktionen beließ, sondern sich durch eine Vielfalt auch praktischer Aktivitäten auszeichnete, markiert das Ende der Dominanz der 68er-Generation und den Übergang zur alternativen Projektarbeit und den Neuen Sozialen Bewegungen der 1970/1980er-Jahre.

## Kurzfassung
In den bundesweiten Unistreiks 1976/77 formierte sich die Studentengeneration, nach den 68'ern unabhängig von deren politischen und organisatorischen Vorgaben und auch den Wertvorstellungen ihrer Vorgänger. Zwar blieb der gesellschaftsverändernde Impuls aller Aktivitäten erhalten, doch trat an die Stelle der Ideen eines revolutionären Umsturzes oder dem ‚Untergraben‘ der bestehenden Ordnung mittels eines „Marsches durch die Institutionen“ das Ziel einer Parallelgesellschaft (kurzfristig auch „Zwei Kulturen“ genannt) durch das Schaffen von Alternativen in allen Bereichen. Vorausgesetzt – und in den Streiks erstmals im großen Maßstab erprobt – wurde die Selbstorganisation in Gruppen und Kollektiven (bei Gleichwertigkeit ihrer Mitglieder) und deren Zusammenfassung in basisdemokratischen Strukturen.
Anlass und Selbstverständnis

Der Streik im Wintersemester 1976/77 war die erste größere studentische Bewegung an der FU nach 1968. Die K-Gruppen hatten die Szenerie länger dominiert, als die antiautoritäre Revolte gedauert hatte. Sie waren am Ende, setzten aber bezeichnenderweise durch Professoren den Anlass zum Streik, indem zwei Germanistikprofessoren im Tagesspiegel zur Wahl der KPD aufriefen. Zwei weitere Profs der FU riefen öffentlich zur Wahl des Westberliner Ablegers der SED, der Sozialistischen Einheitspartei Westberlin [SEW] auf. Diesen vier sollte, wie schon anderen zuvor, stante pede der Beruf verboten werden. Der Asta war schon seit dem Ausklingen der 68er-Revolte verboten. […] Studentische Fachbereichs-Vollversammlungen, denen mangels der rechtlichen Existenz von Organen der Studentenschaft von professoraler Seite der Einwand der Illegalität entgegengehalten wurde, beschlossen ab Mitte November 1976 den Streik.
Auf diesen Vollversammlungen und mit dem anschließenden Streik konstituierte sich mit den Spontis der akademische Teil der Alternativbewegung in Abgrenzung zum technokratischen Protestantismus der selbsternannten proletarischen Avantgardeparteien. Mit den Paradigmen der Selbstverwaltung und Selbstbestimmung, der Reflexion der eigenen Bedürfnisse im Rahmen möglichst unvermittelter Kritik von Herrschaftsverhältnissen erscheint die antiautoritäre Revolte wieder an der Universität. […] In der letzten Novemberwoche streikten nicht nur alle Fachbereiche der FU, sondern alle Berliner Universitäten.
Folgen der Streiks

Die Unistreiks waren von zahlreichen Großveranstaltungen und Demonstrationen begleitet, führten auch zu universitär-institutionellen Erfolgen und schufen andauernde Arbeits- und Aktionszusammenhänge. Im Semester 1977/78 wurde die Beschränkung der Perspektiven allein im universitären Zusammenhang erkannt und das Gros der Aktivitäten außerhalb der Unis fortgesetzt – zusammen mit dem Treffen in Tunix im Januar 1978, das auch die Jugendbewegung außerhalb der Universitäten repräsentierte und versammelte, entwickelten bzw. verstärkten sich aus diesen Vorgängen die Umweltbewegung, Anti-Atomkraft-Bewegung, die Stadtteil-Aktivitäten, die Friedensbewegung und die Frauenbewegung.
So war ein besonderes Merkmal der Zeit, dass die in der 68er-Bewegung noch wenig aktiven Frauen ab Mitte der 70er-Jahre ebenfalls aus der Selbstorganisation heraus – und den Auseinandersetzungen mit den Männern –, rasch zunehmenden Einfluss nahmen.
Ohne den Verdienst der '68er im ‚Schlagen von Breschen‘ in die sich in der Nachkriegszeit in den 60er-Jahren wieder zunehmend verfestigende konservative Gesellschaftsstruktur zu schmälern, blieb es doch der „Alternativbewegung“ vorbehalten, unter dem ‚Schirm‘ der in der Sozialliberalen Koalition organisierten Kräfte, den Weg in die heutige, liberalisierte, „offene Gesellschaft“ zu bahnen.

## Auftakt des Streiks in Berlin

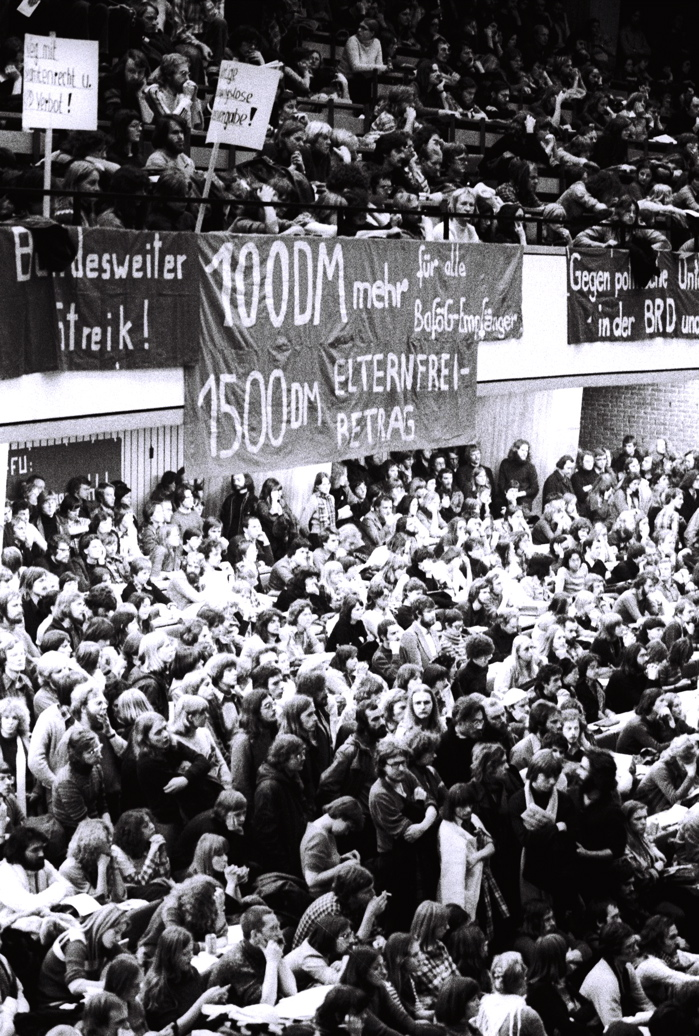
Vollversammlung im Audimax der FU am 24. November 1976

Nachdem die Studenten des Fachbereichs Germanistik der FU schon einige Wochen gegen die Suspendierung ihres Professors Gerhard Bauer und des Assistenzprofessors Friedrich Rothe aufgrund eines Wahlaufrufes für die maoistische KPD ergebnislos gestreikt hatten, organisierten sie am 24. November 1976 eine studentische Vollversammlung (VV) im Auditorium maximum (Audimax) der Freien Universität. Die Veranstaltung war mit 4.000 Besuchern so überfüllt, dass nahegelegene große Hörsäle per Lautsprecher angeschlossen wurden.
Nach kurzen Berichten aus dem Fachbereich Germanistik beschloss die Versammlung einhellig den Übergang zu einem ‚aktiven Streik‘ an der gesamten Universität, diskutierte einige Verfahrensweisen und löste sich auf, damit die Teilnehmer zu ihren Instituten fahren konnten, um dort umgehend den Streik vorzubereiten. Im Mittelpunkt stand jeweils die Organisation von Urabstimmungen, um den Grad an Unterstützung festzustellen und eine erste Bildung von Arbeitsgruppen. Dieser Streikbeschluss besaß im politisch-juristischen Gefüge der Universität keine Rechtskraft, doch war er die Basis der sich nun bildenden Substrukturen.

### Die Umsetzung des Streikbeschlusses
In den Fachbereichen und Instituten wurden Vollversammlungen einberufen, die zunächst mit einfacher Mehrheit abstimmten, ob Urabstimmungen durchgeführt werden sollten und auf welche Weise. Es wurde nicht die Zahl der eingeschriebenen Studenten zugrunde gelegt, da es in dieser Zeit viele nur formal Angemeldete gab, sondern die der Seminarteilnehmer. Die Ergebnisse wurden im ‚uniweiten Streikkurier‘ veröffentlicht, der im Institut für Publizistik (IfP) der FU redaktionell betreut und auch hergestellt wurde. Die „Nullnummer“, die am 1. Dezember 1976 erschien, versuchte vor allem die Kommunikation unter den bereits streikenden Hochschulen und deren Fachbereichen zu erfassen und zu koordinieren.

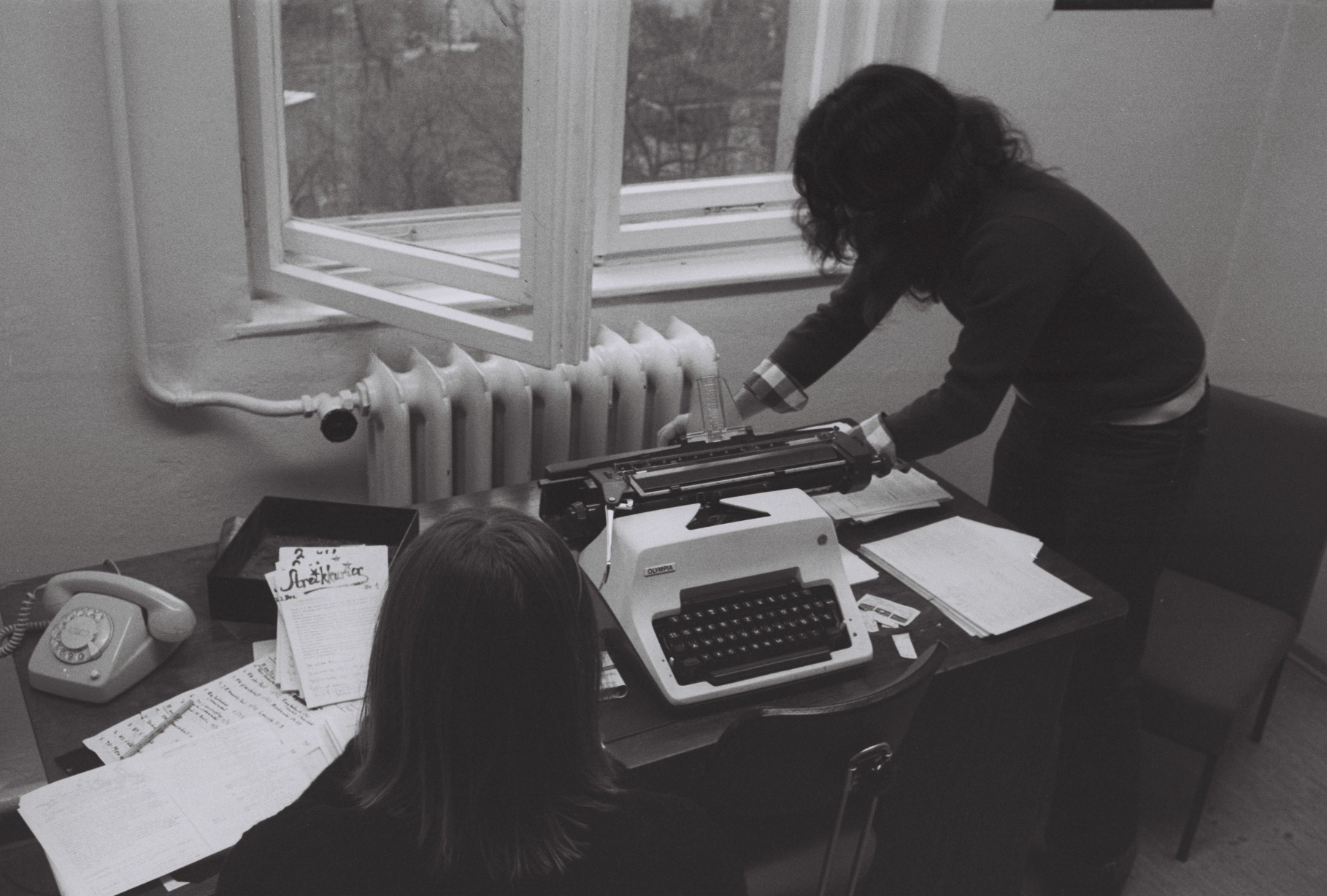
Im Büro des Streikkuriers

Durch den rasch um sich greifenden Streik waren auch die Politik, die Universitätsverwaltung und die Öffentlichkeit überrascht worden. Eberhard Lämmert, Präsident der Freien Universität (FU) Berlin, erklärte: „Der Aufstand einer neuen Studentengeneration in der ganzen Bundesrepublik und in Berlin kommt nicht unerwartet. Er kommt nur früher als erwartet.“ Die Presse-Berichterstattung der ersten Tage wurde im Streikkurier kommentiert: „Fast die gesamte Berliner Tagespresse zeichnet sich durch ungenügende Darstellung von Ausmaß und Gründen des Streiks aus. Initiatoren und Träger des Streiks, so wird unterstellt, seien K-Gruppen. Dass inzwischen zehntausende von Studenten im ganzen Bundesgebiet den Streik mittragen, wird verschwiegen. […] Eine inhaltliche Auseinandersetzung mit den von studentischer Seite angeprangerten Missständen findet nicht statt.“
Die Überraschung drückte sich auch darin aus, dass die Institute anfangs faktisch den Streikenden überlassen worden waren. Erst am 29. November hatten die Verantwortlichen Flagge gezeigt: „Wissenschaftssenator Löffler hat zusammen mit dem neuen FU-Präsident Lämmert und FU-Vizepräsident Professor Jäckel die vom Boykott der Lehrveranstaltungen vor allem betroffene Rostlaube der FU besucht und […] erklärt, dass die FU nicht dem Streikrat gehöre und damit kein rechtsfreier Raum sei.“
Bis dahin waren schon Abstimmungen auch außerhalb der Freien Universität entschieden:
„Von über 3.000 TFH-Studenten (Technische Fachhochschule Berlin) hätten sich 2096 an der schriftlichen Abstimmung beteiligt, von denen 1876 für einen einwöchigen Streik votiert hätten. […] An der Fachhochschule für Wirtschaft beteiligten sich an einer schriftlichen Abstimmung von 1295 Studenten 865, von denen 836 für einen einwöchigen Streik stimmten. An der Pädagogischen Hochschule (PH) in Lankwitz beschloss gestern [26. November 1976] eine studentische Versammlung mit 776 Stimmen bei 75 Gegenstimmen und 44 Enthaltungen bis zum Mittwoch in einen Proteststreik gegen ‚Berufsverbote‘ zu treten.“

## Beteiligung am Streik und Resultate der Urabstimmungen

### Universitäten und Fachhochschulen
Laut Streikkurier Nr. 0 vom 1. Dez. 1976, S. 4,5. gibt es folgende Aktivitäten:
Freie Universität (FU)
- „FB 13 – Historiker: Aktiver Streik seit Mo., 29.11. mit 2000 Studenten
- Psychologisches Institut: Von 1020 Studenten 768 für und 9 gegen Streik
- Anglisten: 212 pro und 61 Kontrastimmen

Fachbereichsrat einstimmig für Streikunterstützung.
- John F. Kennedy Institut (JFK): 112 von 139 Hauptfachstudenten: ja, 12 dagegen.
- Urabstimmungen laufen: Bibliothekare, Theaterwissenschaftler, Physiker, Amerikanisten, Geographen, Biologen.“

Als bereits im Streik befindlich werden vom Streikkuriergemeldet:
- „FU: Germanisten, Ethnologen, Soziologen, Religionswissenschaftler, Wirtschaftswissenschaften (Wiso), Islamwissenschaftler, Publizisten, Politikwissenschaftler (OSI), Lateinamerika-Institut, Ostasiatisches Seminar, Osteuropa-Institut, Erziehungswissenschaften.
- Technische Universität TU: Landschaftsplaner, Gewerbelehrer, Stadt- und Regionalplaner.“

Streikaktionen und Urabstimmungen gab es an Berliner Fachhochschulen:
- Fachhochschule für Sozialarbeit und Sozialpädagogik
- Evang. Fachhochschule
- Pädagogische Hochschule
- Technische Fachhochschule
- Staatliche Fachhochschule
- Postfachschule

Am 2. Dezember meldet der Streikkurier Nr. 1 vom vor allem den „Streikbeschluß der Mediziner mit 800 gegen 200 Stimmen. Die Juristen stimmen noch ab, ebenfalls Altertums- und Musikwissenschaften. Mathematiker und Geographen beschließen auf ihren Versammlungen eine Urabstimmung. Das Lateinamerika-Institut beschloss mit 137:16 Stimmen eine Woche Streik.
- Die Pädagogische Hochschule (PH) hat einen dreitägigen Solidaritätsstreik mit der FU beschlossen. Danach findet eine weitere Vollversammlung statt.“

Der Streikkurier Nr. 3 vom 6. Dezember 1976 meldet:
- „Die Vollversammlung der PH verlängert den Streik bis zum 9. Dezember.
- Die Urabstimmung bei den Human-Medizinern der FU läuft bis 6. Dezember.“

Streikkurier Nr. 4 vom 7. Dezember, S. 4.:

„Bei den Veterinärmedizinern (FU) verfehlt die Abstimmung das gesetzte Quorum von 300 Zustimmungen knapp.“

Eine Aufstellung listete aktuell nun die streikenden Institute auf:

„FB's 1,2,3 (Mediziner), 9 (Jura), FB 11 (Philosophen, Publizisten, ev. Theologen, Religionswissenschaftler, Psychologen, Soziologen, Theaterwissenschaftler, Ethnologen, Ostasiatisches Seminar), FB 12 (Handelslehrer, Erziehungswissenschaftler, Historiker), FB 14 (Geographen), FB 15 OSI, FB 16 (Germanisten), FB 17 (Anglisten, Romanisten), FB 20 (Physiker), FB 21 (Chemiker), FB22 (Pharmazeuten), FB 23 (Biologen), ZI 1 (Osteuropainstitut), ZI 2 (Rosenberg ehem. Kennedyinst.), ZI 3 (Lateinamerikainst.), Evang. Fachhochschule, Pädagogische Fachhochschule, Fachhochschule für Wirtschaft, Technische Fachhochschule, Staatliche Fachhochschule, Fachhochschule für Sozialarbeit u. Sozialpädagogik, TU FB Planer + FB Bildungs- u. Gesellschaftswissenschaften.“

Die entscheidende Frage, ob sich die größte der Berliner Universitäten, die Technische Universität (TU), in ihrer Gesamtheit dem Streik anschließt, beantwortete der Streikkurier Nr. 5 vom 8. Dezember 1976, S. 1.:

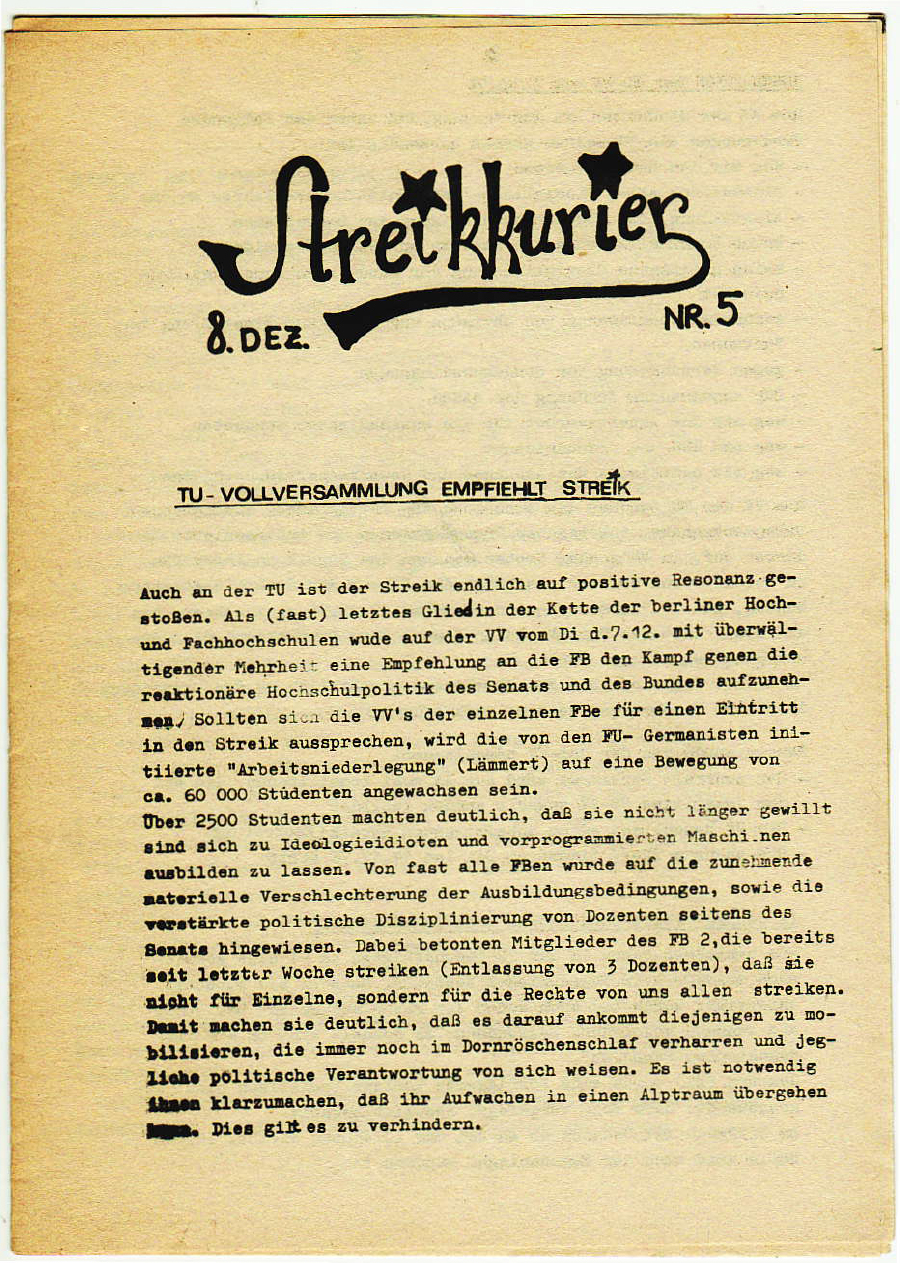
Streikkurier mit Meldung über die VV an der TU.

„Als (fast) letztes Glied in der Kette der berliner Hoch- und Fachhochschulen wurde auf der VV vom Di d. 7.12. mit überwältigender Mehrheit (der 2500 Studenten) eine Empfehlung an die FB (ausgesprochen), den Kampf gegen die reaktionäre Hochschulpolitik des Senats und des Bundes aufzunehmen.“
Danach fanden an der TU die Urabstimmungen statt – als Zwischenergebnis meldet der Tagesspiegel v. 10.12., dass sich „nach Mitteilung der TU-Pressestelle in Abstimmungen Studenten von sechs Fachbereichen für einen Unterrichtsboykott ausgesprochen [haben].“
- TU: FB Gesellschafts- und Planungswissenschaften, FB Bauplanung- und -fertigung sowie Landschaftsbau (TSP 10.12.)

Am 16. Dezember 1976 meldet der Tagesspiegel:

„TU-Präsident Wittkowsky hat zu dem Boykott der Lehrveranstaltungen aus Protest gegen Berufsverbote und verschlechterte Studienbedingungen, der jetzt auf 15 Fachbereiche der TU übergegriffen hat, erklärt, er unterstütze die wesentlichen Forderungen der Studenten und halte die studentischen Protestmaßnahmen für zulässig.“

- An der Hochschule der Künste (HdK) streikte ab dem 6. Dezember der FB 6 (Kunsterziehung).[6]
- Die Studenten der Deutschen Film- und Fernsehakademie Berlin (dffb) beschließen einen Solidaritätsstreik mit den Universitätsstudenten.

### Zweiter Bildungsweg
„Die Studierenden des zweiten Bildungsweges (ZBW) beschlossen auf ihrer Vollversammlung am 2. 12., Urabstimmungen über einen Streik an den einzelnen Schulen durchzuführen. Dieser Empfehlung folgten die Volkshochschulen (VHS) Schöneberg und Charlottenburg, das Berlin-Kolleg, die Schule für Erwachsenenbildung (Berlin) (SFE) und später auch die Peter-A.-Silbermann-Schule und traten in den Streik. […] Die Streikenden treffen sich zu den üblichen Unterrichtsterminen in verschiedenen AGs und diskutieren über Themen wie PLO, Kernkraftwerke, Öffentlichkeitsarbeit, politische Disziplinierung und nicht zuletzt Berufsverbote. Wichtiger Streikinhalt ist ebenfalls die Oberstufenreform, Schulverfassungsgesetz und die speziellen Schwierigkeiten der Lernsituation der Erwachsenen im ZBW.“

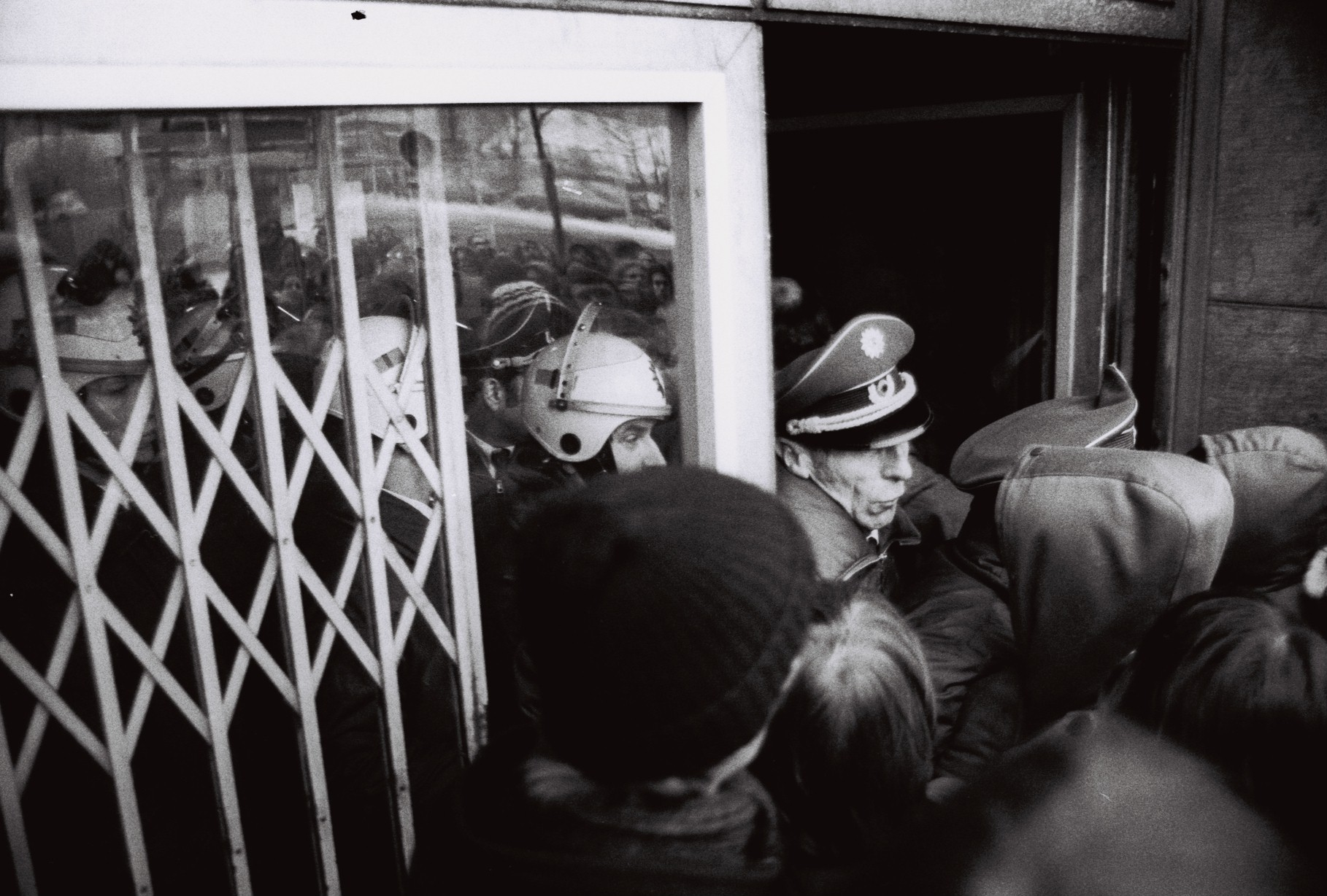
Rangelei vor dem Gebäude des Schulsenators

Auch hier geriet die Verwaltung infolge der überraschend großen Teilnahme unter Druck:

„Schulsenator Rasch hat jetzt die Studierenden aufgefordert, unverzüglich wieder am Unterricht teilzunehmen, die sich dem Boykott der Lehrveranstaltungen an Hoch- und Fachschulen gegen Berufsverbote und verschlechterte Lernbedingungen angeschlossen haben. Die Fortsetzung des Boykotts zwinge ihn, die Anerkennung des laufenden Semesters zu überprüfen, erklärte der Schulsenator.“

### Erste „Warnstreiks“ in der Bundesrepublik Deutschland
„Der bundesweite ‚Warnstreik‘ [Ende November 1976] der Studenten an den Fachhochschulen hatte dazu geführt, dass in der überwiegenden Mehrheit der Hochschulen in der Bundesrepublik der Lehrbetrieb lahmgelegt war. Nach Angaben des Verbandes Deutscher Studentenschaften (VDS) beteiligten sich von den rund 100 Studentenvertretungen an Fachhochschulen etwa 95 aktiv an den Protestaktionen gegen die Bestimmung im Hochschulrahmengesetz, nach denen Fachhochschulstudenten künftig das Überwechseln auf Universitäten einschneidend beschränkt wird.“

### Schätzungen zum Umfang der Beteiligung am Streik
Während von verschiedenen politischen Organisationen die Beteiligung am Streik mit der Anzahl der eingeschriebenen Studenten gleichgesetzt wurde, zeigten die Initiativen der Unorganisierten [„Basisgruppen“] in verschiedenen Veröffentlichungen ein deutliches Interesse an der Feststellung der Zahl der tatsächlich aktiv gewordenen Studenten. Am – kleinen – Institut für Publizistik der FU (IfP) wurden die kontinuierlich Beteiligten auf etwa 120 Personen geschätzt, an den Institutsversammlungen nahmen bis zu 200 Studenten teil, Insgesamt wurde für Berlin die Zahl von 40.000 aktiv streikenden Studenten angenommen. Dies korrelierte mit einer Zahl von 22.000 Demonstrationsteilnehmern am 13. Dezember 1976. Der VDS (Verband der Vereinigten Deutschen Studentenschaften), der rund 800.000 Studenten vertrat, ging davon aus, dass an den ca. 100 mit Streikaktionen befassten Universitäten und Fachhochschulen in Westdeutschland 450.000 Studenten betroffen waren.

## Die Organisationsformen des Streiks in Berlin

### Kommunikations- und Entscheidungsstrukturen

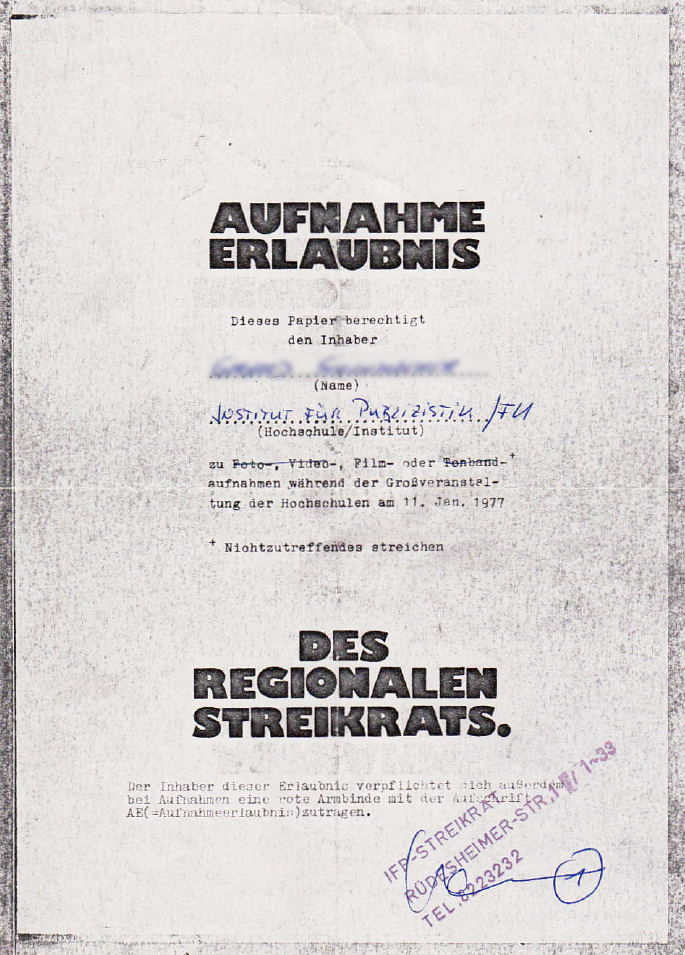
Vom Regionalen Streikrat ausgestellte Aufnahmeerlaubnis

Die auf der Vollversammlung am 24. November 1976 bereits vorgeschlagene Koordinations- und Entscheidungsstruktur wurde im Allgemeinen überall ausgeführt: Arbeitsgruppen und die neu- und selbstorganisierten Seminare entsandten je nach Größe ein bis zwei Vertreter in die Institutsräte, diese entsprechend wieder Vertreter in die Fachbereichsräte. Hier wurden dann Vertreter in den zentralen Streikrat der jeweiligen Universität gewählt. Aus allen beteiligten Hoch- und Fachhochschulen wurde in Berlin ein regionaler Streikrat gebildet. Diese Rätestruktur sollte nicht vorwiegend Instanzen für Entscheidungen ausbilden, sondern vor allem Kommunikation [Informationsaustausch] und die Koordination von Aktivitäten bewerkstelligen. Sie hatte Anträge aus der Studentenschaft zu vereinheitlichen bzw. Resultate und Vorschläge wieder ‚nach unten‘ zu tragen.

### Arbeitsweisen und Aktivitäten
Grundsätzlich wurden die bestehenden Seminare nicht fortgeführt – dies sollte auch dann gelten, wenn diese – wie bei den Geisteswissenschaften – oft ‚fortschrittliche‘ Themen und/oder auch Dozenten hatten. Damit sollte verhindert werden, dass ‚die Fortschrittlichen‘ ihre Scheine machen können und die, „die dummerweise an nicht-fortschrittlichen Instituten eingeschrieben sind, dazu auch noch benachteiligt werden.“ Neue Seminare sollten zu den Streikthemen gebildet werden oder zu Fragen, die der universitäre Betrieb nicht stellt. Die Arbeitsgruppen und Seminare veröffentlichten ihre Ergebnisse in Veranstaltungen oder auch an Stellwänden.

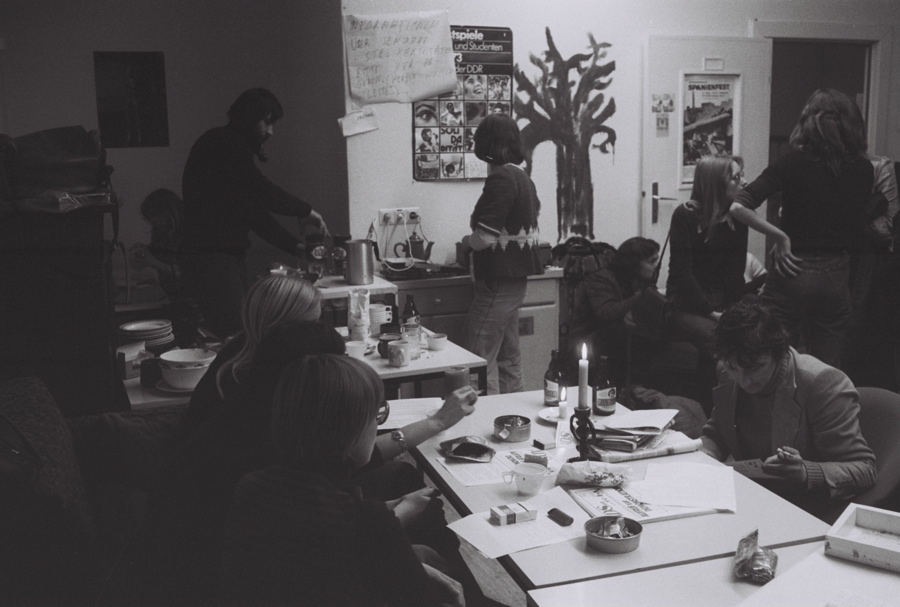
Streikcafé im Institut für Publizistik (FU).

‚Praktische Arbeitsgruppen‘ wurden zahlreich gebildet – vor allem dort, wo Gerätschaft auf ihren Einsatz wartete. Neben der Produktion des Streikkurieres und seiner Logistik befassten sich Gruppen mit der Erstellung von Materialien für die Öffentlichkeitsarbeit, bei den Publizisten entstand eine Super-8-Film-Gruppe, die vor allem Streikaktivitäten dokumentierte, während die Videogruppen aktuelles Geschehen aufnahmen und weiter verbreiteten. Es gab Fotogruppen und eine Tonbandgruppe, Musiker- und Theatergruppen – daneben bildeten sich Gruppen, die für Versorgung zuständig waren, Cafés wurden eingerichtet, Telefonzentralen fast rund um die Uhr besetzt.

### Öffentlichkeitsarbeit
Am 7. Dezember hatte sich mittlerweile der Regionale Streikrat aller Hochschulen in Berlin gebildet, der Informationen und Diskussionen nun rasch vereinheitlichen konnte. Die zunehmende Vernetzung zeigte nun auch der Terminkalender des Streikkuriers.

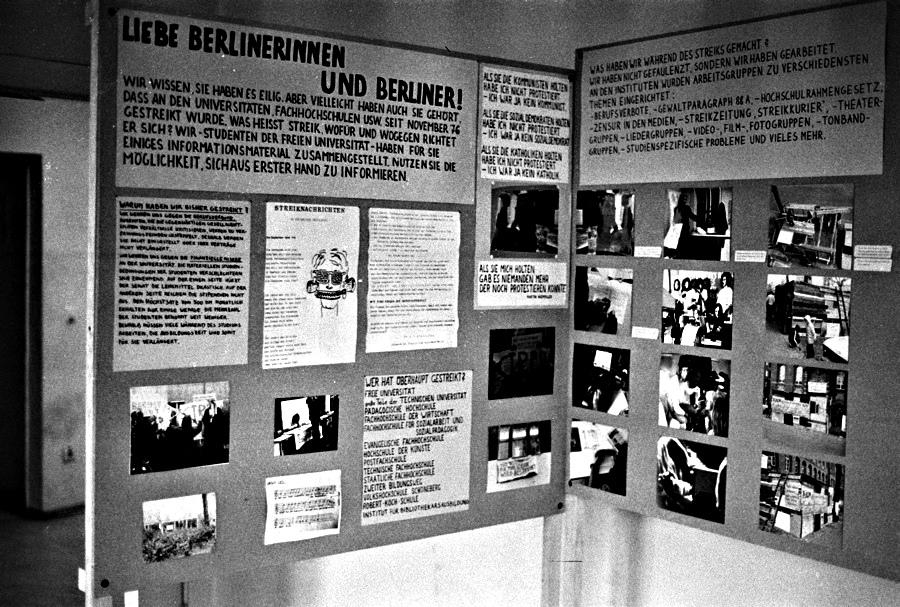
Stellwand für Straßeneinsätze in Berlin

Öffentlichkeitsarbeit besaß einen hohen Stellenwert, da sich durch die Kritik am schlagwortartigen 'Agitprop' der politischen Organisationen und theoretisch untermauert durch das Werk von Oskar Negt und Alexander Kluge: Öffentlichkeit und Erfahrung, mit dem an den Universitäten vielfach gearbeitet wurde, bei den Unorganisierten eine hohe Aufmerksamkeit für die Vermittlung ihrer Anliegen herausgebildet hatte. Es wurde versucht, intern und extern „Gegenöffentlichkeit“ zu entwickeln.
Zwar standen die „Großdemonstrationen“ immer im Mittelpunkt der Aktivitäten, doch wurden in der Stadt Infostände eingerichtet, an den oft Theater- und Musikgruppen präsent waren. Die AV-Medien befanden sich noch eher im Hintergrund – Videos aktueller Vorgänge wurden vorrangig an den Instituten gezeigt und der Super-8-Film, der keine Chronologie, sondern die „Streikformen“ thematisierte, ‚tourte‘ im folgenden Sommersemester durch die Fachbereiche.
Im November und Dezember 1977 waren in Berlin bereits sieben [angemeldete] „Zentrale Info-Stände“ etabliert, an denen sich Gruppen und ‚Einzelkämpfer‘ Material für eigene, dezentrale Aktionen abholen können.

### Die Forderungen der Studenten
In Berlin und der Bundesrepublik Deutschland:
- gegen Berufsverbote und politische Disziplinierung
- gegen eine Verschärfung der Studienbedingungen durch das HRG
- gegen die Einführung einer Regelstudienzeit [z. B. von 8 Semestern inkl. der Prüfungszeiten]
- keine Kriminalisierung des Streiks an den Hochschulen
- Rücknahme aller Verfahren nach dem Ordnungsrecht
- für angemessene Erhöhung der BAföG-Beträge

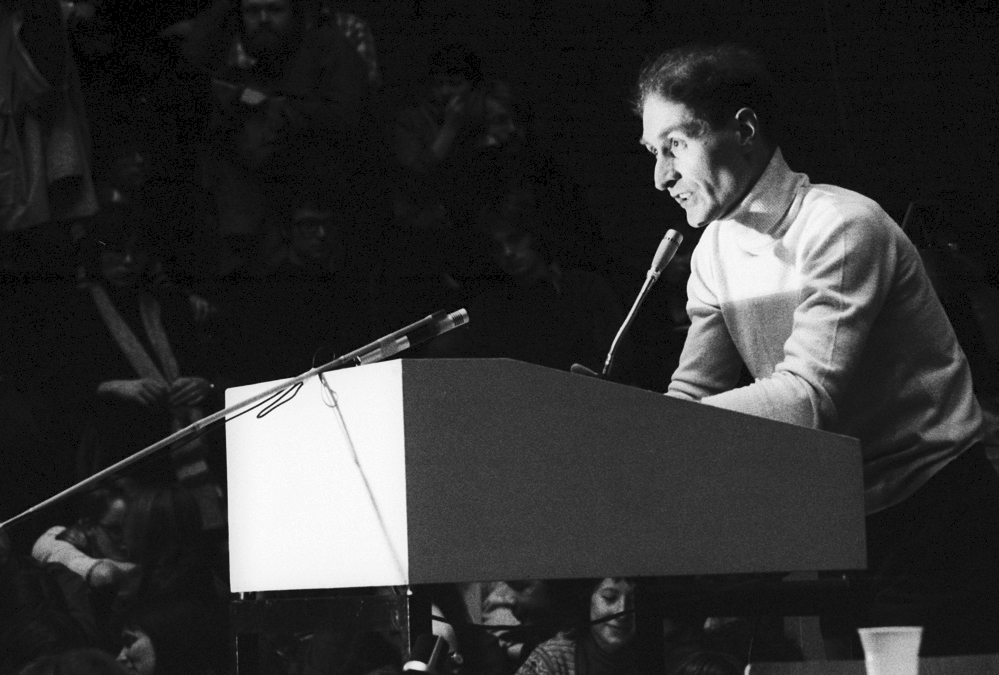
Professor Gerhard Bauer bei seiner Rede an der TU am 10. Januar 1977

An der Freien Universität stand von Anbeginn die Forderung nach der Wiedereinstellung der Dozenten Gerhard Bauer und Friedrich Rothe am FB 6 Germanistik, an deren Entlassung sich der Streik entzündete, auf jedem Flugblatt. Ähnliche Fälle an anderen Hochschulen, Fachbereichen oder auch an Schulen des zweiten Bildungsweges kamen hinzu. Zentral war auch die Forderung nach der Freilassung der am 2. Dezember 1976 verhafteten Studenten Christoph Dreher und Peter Wietheger und nach der Einstellung der juristischen Verfahren. Vor der Winterpause wurde die Einstellung aller im Rahmen des Streiks eröffneten Disziplinar- und Strafverfahren als Kriterium für Einstellung oder Wiederaufnahme des Streiks im Januar 1977 verlangt. Mit diesem Einlenken seitens des Berliner Senats war nicht zu rechnen und so stellten sich alle Beteiligten auf die Fortführung der Streiks nach den Weihnachtsferien ein.

## Die Streiks in Westdeutschland

### „Reform-Uni“ Bremen
„An der Universität Bremen war Mitte der 70er-Jahre im Zuge der Verabschiedung des Bremischen Hochschulgesetzes (BHG, Konkretion des HRG für das Land Bremen) […] der Sonderstatus des ‚Bremer Modell‘ liquidiert [worden], der dieses sich immerhin noch positiv als das aktuell realisierbare Optimum aus der Hochschullandschaft der BRD hatte herausheben lassen: […] Praxisbezug, Projektstudium, Abschaffung des Vorlesungsbetriebes, Drittelparität etc.“ In Bremen fand Anfang Dezember der bundesweite „AStA-Warnstreik“ gegen das HRG statt „mit dem Ziel, über ‚Öffentlichkeit‘ Einfluß auf den Wissenschaftssenator und den Bremer Senat zu nehmen. […] Der Senat verabschiedete das BHG zum vorgesehenen Termin.“ Daraufhin wurde von unorganisierten Studenten das MZH (Mehrzweckhochhaus) der Universität für einen Tag besetzt: „Um zu zeigen, daß es Studenten gibt, die bereit sind, Widerstand zu leisten. (Flugblatt der Besetzer vom 6. Dezember 1976). […] Entsprechend dieser politischen Zielsetzung haben die MZH-Besetzer sich in studiengangs-spezifische Basisgruppen aufgeteilt, die unter dem Etikett ‚Selbstorganisation‘ ihre hochschulpolitische Strategie formulierten.“
Aus dieser Diskussion entstand eine feste Gruppe von 28 Studenten, die für den Studentenrat der Universität kandidierte: „Mit ihrem Erfolg (27,6 %), der vor allem auf Kosten des KBWs ging (von 30,6 auf 12,2 %), weniger auf Kosten der den AStA tragenden Gruppen KSB, SHB und Jusos (von 66 auf 52,9 %) hat die WUT-Liste die Verschiebung der politischen Kräfteverhältnisse an der Bremer Uni dokumentiert.“

### Universität Münster
Die den AStA der Universität Münster stellenden Gruppen Juso, MSB, SHB, LHV planten eine landesweite Demonstration zum 19. Januar 1977. „Der Streikaufruf fand eine vollkommen unerwartete Resonanz: – auf der gut besuchten VV beschlossen fast alle nicht einen zweitägigen Warnstreik, sondern einen zweitägigen Streik, über dessen Fortführung eine neue VV beschließen sollte. Als Auftakt wurde am ersten Tag das Schloß (Univerwaltung) besetzt und als Streikzentrale eingerichtet.“ Hier griff man sofort auf die Erfahrungen anderer Unis zurück. Es wurden Streikräte und Arbeitsgruppen organisiert, Vorlesungen und Veranstaltungen gesprengt, „was an verschiedenen Fachbereichen (Jura, WiWi, Medizin) zu Konflikten führte“.
Am Abend des ersten Streiktages wurde bereits eine nächste VV durchgeführt – mit einer kabarettistischen Wahlveranstaltung und mit Streikräten aus Hamburg, Berlin, Bochum und Göttingen. Am zweiten Streiktag konzentrierten sich die Aktionen auf die Fachbereiche. „… danach hätte man eigentlich ein Versanden erwartet. Jedoch mit einem Paukenschlag beginnt die neue Woche. 77 Kommilitonen hatten sich im Auftrag der Uni-VV ins Schloß begeben, um den Rektor dort zur drohenden Amtsenthebung der beiden Fachschaften Romanistik und Chemie und zu Strafanzeigen gegen Geschichtler zu befragen.“
Der Rektor entzog sich der Befragung und danach war das Schloss von einem Polizeiaufgebot umstellt – die Studenten mussten das Gebäude einzeln verlassen und wurden erkennungsdienstlich behandelt. „Dadurch erlitt der Streik einen großen Aufschwung. […] Am Tag darauf folgte eine spontane Demo für die 77 mit ihnen an der Spitze (2500 Teilnehmer). Drei Tage später wurde eine weitere Demonstration mit über 4000 Studenten durchgeführt. […] Anschließend feierten wir trotz Polizeiaufgebot eine Fete im Schloß bis spät in die Nacht. […] nach Schluß der Fete um 3.15 wurde [das Schloß] ordnungsgemäß verschlossen, nachdem das Gebäude gereinigt worden war. […] Am nächsten Morgen tauchte ein Flugblatt des Rektors (in einer Auflage von mindestens 4000 Exemplaren) auf, in dem die Demonstraten der Verwüstung des Rektorats beschuldigt wurden. […] Es gibt zahlreiche Zeugen dafür, daß zu diesem Zeitpunkt alles in Ordnung war und keine Türen beschädigt wurden.“

### Universität Heidelberg
„Als Folge der Studentenbewegung und der Reformeuphorie wurde 1969 der liberale (SPD-)Theologe R. Rendtorff zum Rektor. Der (konservative) Bund Freiheit der Wissenschaft (BuFW) […] konnte im SS 72 Rendtorffs Rücktritt erzwingen.“ In der ersten Hälfte der 1970er-Jahre herrschte eine restaurative Politik, die erst im Sommer 1975 infolge der Roter-Punkt-Aktion – Proteste gegen die Fahrpreiserhöhungen zu neuen studentischen Aktivitäten führte – eine ‚Linke Liste‘ un- und ehemalig organisierter Studenten zusammen mit Basisgruppen gewann 25 % der Stimmen und Sitze im Studentenparlament. Dieser Anteil steigerte sich im Dezember 1976 auf 30 %, dazu kam noch eine ‚Unabhängige Liste‘ mit 10 %. Einen Rückschlag bedeutete die Auflösung des selbstverwalteten Studentenwohnheims Collegium Academicum. An der Universität Heidelberg kam es in der Folge zu keiner Streikbewegung, doch zu massiven Konflikten um das Studentenwohnheim, das besetzt und im März 1978 gewaltsam geräumt wurde.

### Universität Göttingen
Januar 1977 – Wahlen zum Studentenrat (Studentenparlament) der Universität Göttingen: „Eindeutige Sieger sind die ‚Sozialistische Bündnisliste‘ (34,5 Prozent) und die ‚Bewegung Undogmatischer Frühling‘ (14,3 Prozent), die sich beide zum ersten Mal zur Wahl gestellt hatten und nun voraussichtlich den neuen Allgemeinen Studentenausschuss (AStA) bilden werden. […] Der Ring Christlich-Demokratischer Studenten (RCDS) und der Sozialliberale Hochschulbund erreichen 36,8 Prozent.“

### Universität Tübingen
An der Universität Tübingen gab es eine Vorgeschichte: 

„Der Ersatzgeldboykott konnte mit einem Teilerfolg beendet werden und fand seinen Abschluß am 28.10. mit einer landesweiten Demonstration mit 12- bis 15.000 Teilnehmern. […] Vom 11. bis 22.11. urabstimmten wir für den Streik gegen die Wiedereinführung von Studiengebühren und die zunehmende politische Unterdrückung. […] Zum erstenmal seit 1973 – damals ging es gegen die LHG-Novellierung – wurde das quorum erreicht. Von über 6400 Abstimmenden (bei 18.600 Studenten) sprachen sich über 4200 für einen Warnstreik in der Zeit vom 25.11. bis 1.12. aus. […] Der Warnstreik selber war nur ein halber Erfolg.“

An verschiedenen Fachbereichen – Wirtschaftswissenschaften, Juristen, Theologen – kam es zu härteren Konfrontationen und es zeigte sich, dass es nicht gelungen war, die „Basis an der Uni im Kampf gegen die zunehmende Formierung im Ausbildungsbereich zu verbreitern“. Die vorgesehene Wiederaufnahme des Streiks im Januar blieb aus – der an dessen Stelle getretene Vorlesungsboykott vom 27.1. bis zum 4.2.[1977] fand kaum Beachtung.
Obwohl in diesem Semester eigentlich viel gelaufen sei – so der Bericht –, gelang es nicht, sich ‚dem freundlichen Werben um partnerschaftliches Verhalten durch die Uni-Leitung zu entziehen‘ und ‚die Kampfbereitschaft ließ zusehends nach‘. „Vielleicht lag es daran, daß wir seit Beginn des Rückmeldeboykotts im Juni 1976 in einer fast ununterbrochenen Mobilisierung standen…“. Die Notwendigkeit von mehr kontinuierlicher Basisarbeit und die Aufarbeitung der Erfahrungen stünde nun im Vordergrund. Der Bericht schließt mit der Erwartung eines aktiven Sommersemesters, da hier die Anpassung des LHG ans HRG anstehe und zudem: „Die Uni Tübingen wird 1977 500 Jahre alt.“
- Frankfurter Fachhochschule für Sozialarbeit (FHS) – 7. Dezember 1976: „Nach dem Ende des MSB/SHB-‚Warnstreik‘ wurde […] beschlossen, den Streik aktiv fortzuführen. Gelingt bis 14.12., obwohl auch die politischen Gruppen dagegen waren.“ (HID6).[18]
- FHS Gießen-Friedberg – „4. Januar 1977: VV 1100 Studenten: Weitere Aussetzung des Streiks (kein Abbruch), da die Forderungen noch nicht erfüllt seien.“ (HID6)
- Universität Frankfurt/Main – „5. Januar 1977: FFM – Studentenparlament wehrt sich gegen Auflösungsversuch des ‚Sponti-AStA‘ (angeordnete Neuwahlen).“ (HID6)
- Universität Trier, 8. Februar 1977: Abschluß eines „zweitägigen Warnstreiks … mit der bislang größten Demonstration in der Bischofsstadt“.(HD12)[19]
- Albert-Ludwigs-Universität Freiburg: „STUPA-Wahlen in Freiburg: Februar 1977: Sponti-Gruppe ‚Faust‘ mit sofort 4 Sitzen, Linke von 7 auf 5, GEW/ÖTV von 9 auf 7, RCDS und Liberale bleiben bei 14.“ (HD12)
- „Frankfurt: 9. Februar – Frauen-VV an der Universität.“ (HD12)

(keine Vollständigkeit)

## Neues Selbstverständnis der Studenten

### Abwendung von den herrschenden politischen Gruppen
Die K-Gruppen wie auch die DDR-nahen Organisationen, die sich analog dem damaligen weltpolitischen Dualismus zwischen China und der Sowjetunion gegenseitig als ‚Hauptfeinde‘ bekämpften, dominierten in der ersten Hälfte der 1970er-Jahre trotz der relativ geringen Zahl ihrer Mitglieder nicht nur das Geschehen in Universitäten, sondern auch in Betrieben und in der (Straßen-)Öffentlichkeit der Städte.

Zu drastischen Szenen, die den Unmut der zumeist jüngeren, „unorganisierten“ Studenten über das Verhalten der kommunistischen Gruppen aller Richtungen und ihrer Kader zeigten, kam es im Laufe der Vollversammlung zur Gründung des USTAs: 

„Als die besonders militante KHG [Kommunistische Hochschulgruppe] des Kommunistischen Bund Westdeutschland (KBW) zweimal das Mikrophon okkupierte, obwohl die Versammlung eine andere Reihenfolge der Rednerliste beschlossen hatte bzw. die Redezeit des KHG-Sprechers abgelaufen war, drängten unorganisierte Studenten die KHG-Gruppe vom Mikrophon. Es kam zu einer Schlägerei. Sprechchöre wie ‚KHG in die Spree‘ und ‚Stalinisten raus‘ wurden laut.“

Im weiteren Verlauf des Streiks verloren vor allem die maoistischen Organisationen ihren Einfluss, da sie in den Räten aufgrund des geringen Zuspruchs kaum mehr präsent waren. Vertreter sich moderater gebender Gruppen wie die an der Sozialistischen Einheitspartei Westberlins (SEW) – orientierten ADSen [Aktion von Demokraten und Sozialisten] oder die trotzkistische GIM (Gruppe internationaler Marxisten) wurden akzeptiert, so lange sie nicht versuchten, eine Mehrheit zu dominieren.
Am 7. Dezember veranstaltete der „Presseauschuß des Zentralen Streikrates“ eine Pressekonferenz, zu der u. a. Vertreter von SFB, RIAS (Rundfunk im amerikanischen Sektor), der Morgenpost und der dpa, Deutsche Presse-Agentur, erschienen waren. In dieser Pressekonferenz des Zentralen Streikrates – so Der Tagesspiegel vom 8. Dezember 1976, „der sich aus gewählten Vertretern von Fachbereichen und Instituten zusammensetzt, wurde deutlich, daß dieser Rat zu drei Vierteln aus unorganisierten Studenten besteht.“

### Reaktion von Politik und Öffentlichkeit
Die Verkennung der tatsächlichen Situation – der Wechsel in der politischen Aktivität – hielt anfangs in der Politik des Senats von Berlin weiter an: In einem Interview erklärte Wissenschaftssenator Gerd Löffler: 

„Diejenigen, die jetzt Anführer der militanten Aktion sind, die sogenannten Roten Garden, die Marxisten-Leninisten und die KPD, werden erkennen müssen, daß der Rechtsstaat sich nicht erpressen läßt“

Auch in Bezug auf die Universitätsführung wurden noch die bekannten Gegensätze proklamiert:
Am 8. Dezember fand im Schöneberger Abgeordnetenhaus eine Fragestunde zum Thema Streik statt, in der Senator Heinrich Lummer (CDU) erklärte, „FU-Präsident Lämmert sei von Kommunisten gewählt und fühle sich seinen Wählern verpflichtet. Deshalb könne er nicht hart durchgreifen. […] Ein Vertreter der SPD […] konstatierte soziale Probleme im Hochschulbereich, stellte aber grundsätzlich fest, daß es ein Fehler der Politiker sei, diese Fragestunde anzusetzen und somit dem Streik öffentliche Bedeutung zuzumessen. […] Der FDP-Vertreter stellte sich hinter Lämmert.“
Allmählich wurde die Veränderung jedoch auch in der Öffentlichkeit, den Medien und der Politik erkannt – zwar schien diese Differenzierung den Boulevardblättern, die lange noch „kommunistische Drahtzieher“ im Hintergrund vermuteten, zu kompliziert, – doch die Leserschaft liberaler Zeitungen wie Der Tagesspiegel, Der Abend und letztlich auch der Berliner Morgenpost erwarteten qualifiziertere Analysen. Hatte der Tagesspiegel schon bald erkannt, „daß die in früheren Diskussionen dominierenden kommunistischen Gruppen […] nicht mehr den Ton angeben.“, so machte auch schon bald das Wort von der „Neuen Studentenbewegung“ allgemein die Runde.
Auch in universitären Wahlen in Berlin wie auch in anderen Städten werden die Veränderungen deutlich:

„Bei den alle zwei Jahren stattfindenden Fachbereichswahlen an der Technischen Universität [ist es] zu einem ausgesprochenen Linksruck gekommen. Während die Gruppen der Mitte bzw. der rechten Mitte wie die Liberalen unabhängigen Studenten (LUST) und der RCDS (Ring Christlich-Demokratischer Studenten) teilweise erhebliche Stimmenverluste zu verzeichnen hätten, hätten vor allem die Jungsozialisten (Jusos) und die linken Initiativen der unorganisierten Studenten eine große Zahl von Sitzen gewinnen können. Etwa zwei Drittel aller studentischen Fachbereichsmitglieder gehören nach der Einschätzung des TU-Präsidialamtes der Linken an.“

 Hier wie fast überall verlieren die K-Gruppen ihre Sitze.

## „Neue Studentenbewegung“?

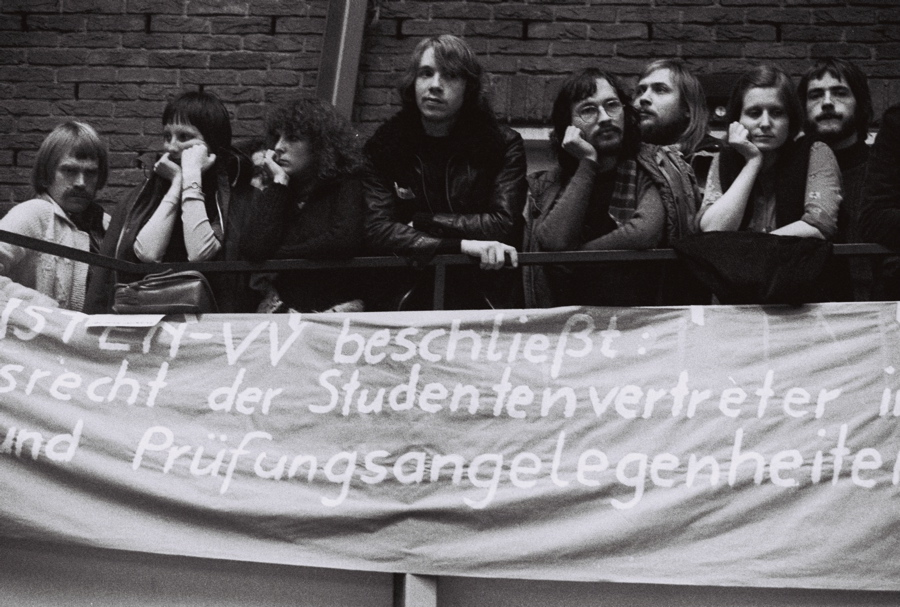
Studenten im Audimax der Technischen Universität

Über die Ursachen der Unruhe und den Antrieb der plötzlich aktiv gewordenen ‚schweigenden Mehrheit‘ der Studenten, die noch nicht als Teil einer ‚neuen Jugendgeneration‘ erkannt worden war, versuchten sich Medien, Politik und Universitätsführung schließlich Klarheit zu verschaffen.
„Düstere Zukunftsperspektive […] Existenzangst […] jedoch auch die moralische Entrüstung über die Form der Überprüfung zur Verfassungstreue …“ macht Uwe Schlicht im Tagesspiegel als Motive aus, doch „völlig neue Gesichter […] bei öffentlichen Reden Nervosität […] spontaner Aufbruch von Versammlungen gegen jede Planung von Veranstaltungsleitern […] – das alles zeugt von der Breite dieser Bewegung und der Schwierigkeit von kommunistischen Gruppen, die Unruhe in ihrem Sinne auszunutzen. […] Versäumen die Politiker die Chance, den suchenden Studenten Antworten zu geben und bleiben sie den Hochschulen wie in den sechziger Jahren fern, dann werden sie diese Studentengeneration erneut verlieren …“
Auch der sozialistischen Linken „erscheint [es], als hätten wir es mit einer neuen Studentenbewegung zu tun und als spiele sich im Zusammenhang damit vor unseren Augen der Konstitutionsprozeß einer neuen sozialistischen Opposition an den Hochschulen ab.“

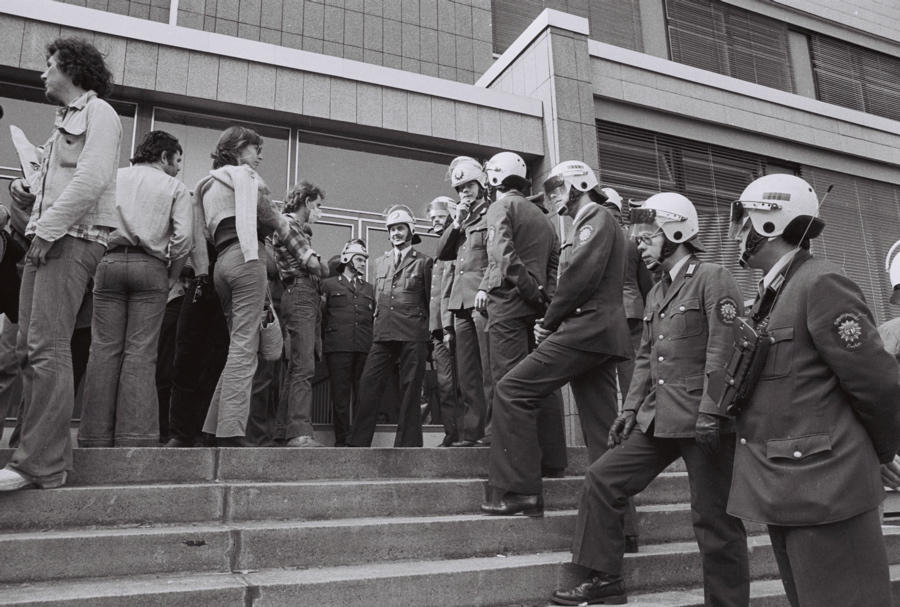
Polizeibeamte und Streikposten an der FU.

Am 16. Dezember verweist Otto Jörg Weis in der Frankfurter Rundschau mit Blick auf Berlin ebenfalls auf sozialen und bürokratischen Druck, auf die Empörung über politische Überprüfungsmaßnahmen – die aktuell weniger die Studenten selbst, sondern ihre Dozenten betreffen –, auf das Unkonventionelle der Streikorganisation und auch auf die Gesprächsbereitschaft der Streikenden. Dem würde begegnet mit Überlegungen wie der „Festnahme aller Streikräte durch die Polizei […], die Auslagerung der meisten Lehrveranstaltungen in polizeilich gesicherte Schulgebäude […], dem Hochschulpräsidenten das Hausrecht zu nehmen, und dieses zwecks besserer polizeilicher ‚Operationsmöglichkeiten‘ an den Wissenschaftssenator zu übertragen.“ Der Autor zitiert zum Schluss den Präsidenten Lämmert: „Ich bin mir sicher, daß es zu fortgesetzten Unruhen kommt, wenn es bei unverbindlichen Floskeln oder bei der Diskussion von Ordnungsmaßnahmen bleibt.“
Abgesehen von materiellen Nöten und sozialen Problemen wird erst nach und nach erkannt, dass die „neuen Studenten“ nicht nur unter den vermeintlichen und tatsächlichen Bedrängnissen leiden – „ein tiefes Gefühl der Ohnmacht, Isolierung, Verunsicherung und Angst […] verstärken die lähmende Passivität …“ sondern aus ihrer Sozialisation ein anderes Lebensgefühl und unbefangenere Verhaltensweisen einbringen und dass es ihnen nicht mehr nur um politische Agitation und die Forderung nach gesellschaftlicher Veränderung geht, sondern dass sie auch bereit sind, andere „Lebens- und Arbeitsformen“ zu erproben und zu praktizieren.

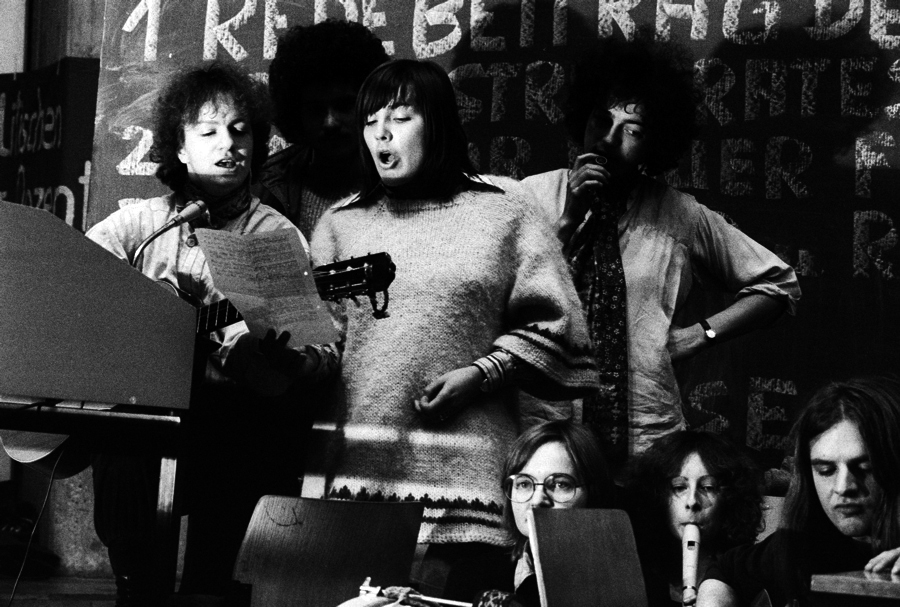
Songgruppe während der Veranstaltung an der TU am 10. Januar 1977.

Ein deutliches Zeichen dieser neuen Einstellung „waren nicht nur die Theater- und Musikgruppen, die Feten und Kulturveranstaltungen. Es ist auch ein deutliches Bekenntnis, mit und durch die gesellschaftliche Veränderung sich selbst zu verändern.“
Einen großen Anteil daran hatten die im Vergleich zu früheren Zeiten zunehmend aktiv gewordenen Frauen, die sich auf allen Ebenen einzubringen begannen und auch eigene Gruppen zu ihrer besonderen Situation bildeten und Ende Januar 1977 eine eigene Vollversammlung durchführten.

### Neuorganisation der Studentenvertretung in Berlin: der USTA
Schon bald nachdem sich die unerwartet große Beteiligung im Streik abzuzeichnen begann und die Ablehnung der bestehenden politischen Gruppen unübersehbar wurde, stellte sich wieder die Frage nach einer allgemeinen Studentenvertretung anstelle des 1969 in Berlin abgeschafften AStAs. Infolge der Begeisterung für basisdemokratische Vorstellungen, die in der Streikorganisation praktisch geworden waren, wollte man versuchen, dieses egalitäre Prinzip auch in einer langlebigen Organisationsform festzuschreiben. Nachdem schon seit längerer Zeit in kleinen Zirkeln das Vorhaben diskutiert worden war, einen Unabhängigen Studentenausschuss (USTA) zu gründen, hatte sich nun eine Situation entwickelt, die eine Umsetzung dieses Plans möglich erscheinen ließ.
Nachdem ein erster Versuch der Gründung auf der Vollversammlung an der FU am 6. Dezember 1976 infolge eines ‚Umzugs‘ der Versammlung vor das Präsidialamt verschoben werden musste [siehe Chronik des Streiks], fand die Gründung eine Woche später, am 13. Dezember 1976, wiederum im Audimax statt:
„Das beschloß eine Versammlung von rund 2300 Teilnehmern […] Der USTA soll auf Basisgruppen in der Fachbereichsebene aufbauen, jedes Institut bzw. jeder Fachbereich wählt zwei Delegierte in einen sogenannten USTA-Rat, der wiederum einen Ausschuß bildet, dem die einzelnen USTA-Referate angehören. Eine Vollversammlung der gesamten Universität soll das höchste beschlußfassende Organ für den USTA werden. […] Langfristig will sich der USTA für den Aufbau eines allgemeinen Studentenausschusses mit politischem Mandat und Satzungs- und Finanzhoheit einsetzen.“ Festgestellt wird in dem Artikel auch, dass der USTA „als vorrangige Vertretung der Unorganisierten unter den linken Gruppen nicht unumstritten [ist].“
Dass Ordinarien und politische Vertreter auf die Illegalität eines solchen Vorhaben hinwiesen, wurde zur Kenntnis genommen, beeinflusste jedoch das Vorgehen nicht.

## Chronik des Streiks in Berlin 1976
- Anfang November 1976: Am FB Germanistik der FU wurde die drohende Suspendierung von Professor Bauer und Assistenzprofessor Rothe bekannt.
- 10. November: In einer Urabstimmung entschieden sich von 3300 eingeschriebenen Germanistik-Studenten 1255 für Streik (80 dagegen).
- 17. November: Die Vollversammlung der Germanisten beschloss mit 700 Teilnehmern die Weiterführung des Streiks und die Einberufung einer Vollversammlung der Studenten der Freien Universität.
- 24. November: Uni-Vollversammlung der Studentenschaft der Freien Universität (FU) beschloss den allgemeinen Streik. Im Anschluss ging die VV über in eine Solidaritätsveranstaltung für den aus der DDR ausgebürgerten Liedermacher Wolf Biermann. Die Teilnehmerzahl wuchs auf 5.000 an.
- 25. November bis etwa 6. Dezember: Versammlungen und Urabstimmungen in den Instituten der Freien Universität.
- 29. November, Montag: Allgemeiner Beginn der Streikaktivitäten, weitere Hochschulen schlossen sich an.

### Demonstration gegen Berufsverbote und politische Disziplinierung am 1. Dezember 1976

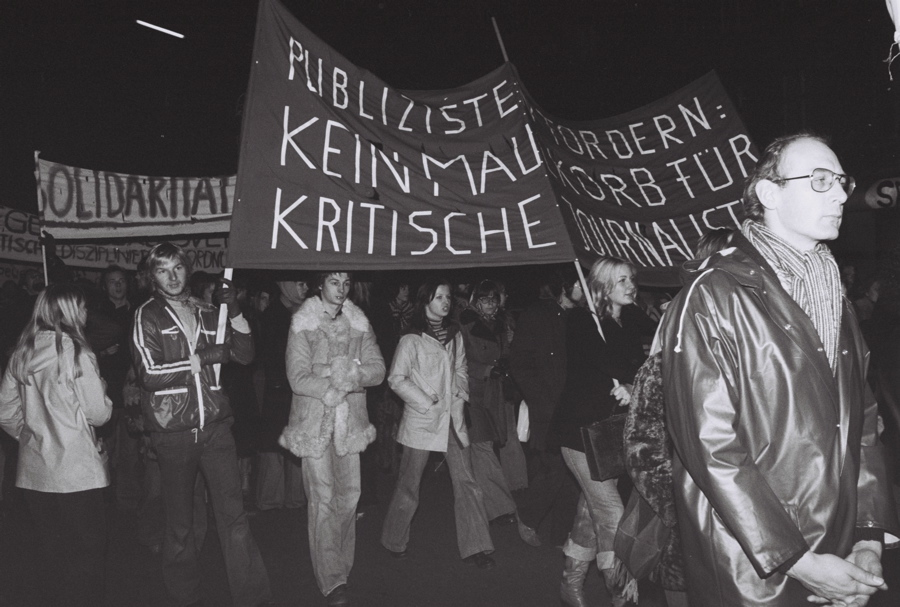
Die Demonstration am 1. Dezember 1976

Der vom Zentralen Streikrat der FU, der bis dahin die Aufgabe eines Regionalen Streikrates (RSR) wahrgenommen hatte, organisierte Umzug wuchs zu einer der größten Demonstrationen seit der 68er-Bewegung an – mit überraschend hoher Beteiligung von Schülern und Jugendlichen. Nach einer Angabe des Tagesspiegels waren 16.000 Personen beteiligt, die Veranstalter sprachen von 22.000 Teilnehmern.
„Ohne Zwischenfälle verlief […] eine Demonstration in der Berliner City, mit der nach Polizeiangaben zirka 15.000 Studenten und vorwiegend Jugendliche gegen den Abbau demokratischer und sozialer Rechte und gegen Berufsverbote demonstrierten.“
- 2. Dezember: Nach dem Beschluss am Vortag zum Vorlesungsboykott an den drei humanmedizinischen Fachbereichen der FU, kommt es zu einem vom Präsidialamt angeforderten Polizeieinsatz vor dem Anatomischen Institut, um Hörwilligen den Zugang zu verschaffen.[27]

### Verhaftung von Christoph und Peter

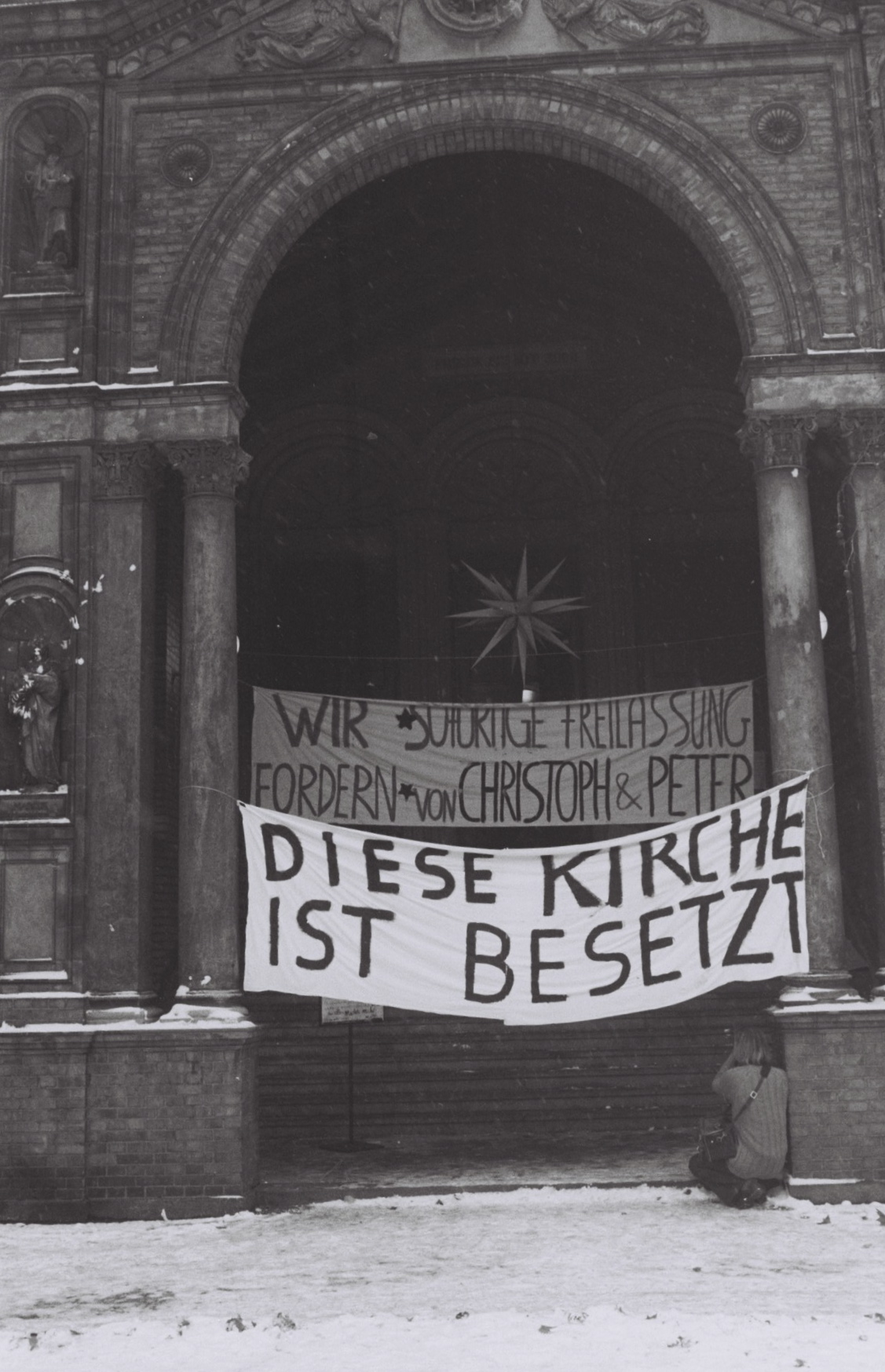
Die besetzte St.-Johannes-Kirche in Berlin-Moabit

Am Donnerstag, den 2. Dezember kam es am U-Bahnhof Thielplatz zur Festnahme zweier Studenten der FU anlässlich einer Rangelei mit Flugblatt-Verteilern der C.A.R.P., einer Organisation der sogenannten Moon-Sekte. Nach ihren Aussagen und der Mitteilung ihres Anwaltes Hans-Christian Ströbele gegenüber der Tonbandgruppe der IfP-Studenten wurden beide von Polizisten in Zivil überwältigt. Die Studenten wurden wegen „Verdachts des Landfriedensbruchs, der Körperverletzung, der Gefangenenbefreiung und des Widerstandes …“ gegen Vollstreckungsbeamte angeklagt und zwei bzw. drei Wochen in Untersuchungshaft gehalten. Der Vorfall war von zahlreichen Kommilitonen beobachtet worden und seine Konsequenzen lösten unter den Studenten eine Welle der Empörung aus. Schon am Nachmittag fand eine Solidaritätsveranstaltung statt und 400 Leute demonstrierten vor dem Ort des Haftprüfungstermines. Am Abend kamen ca. 1000 zu einer Veranstaltung in der TU. Am Freitag, den 3. Dezember versammelten sich 700 Unterstützer vor der U-Haftanstalt in Moabit.

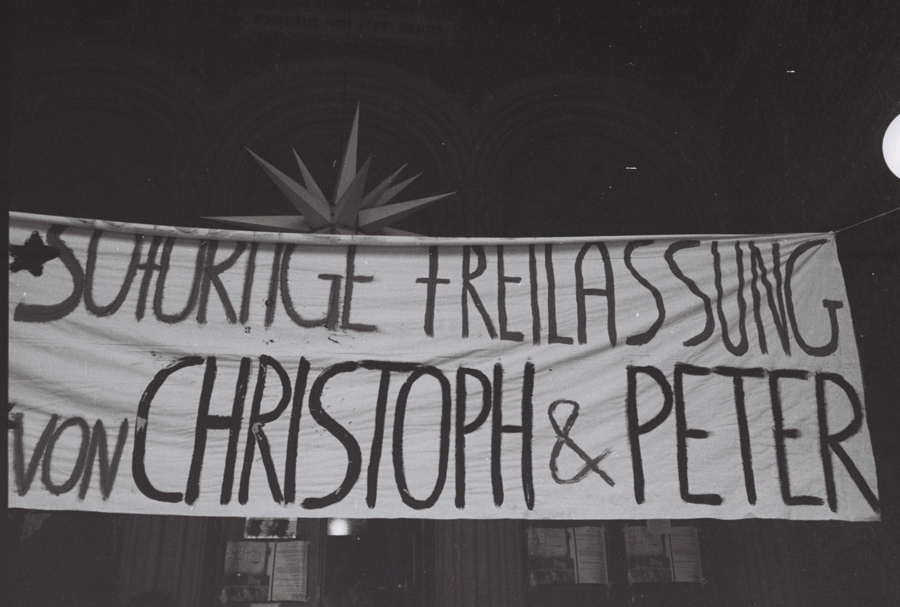
Transparent des Solidaritätskomitees.

Nach einem Prüfungstermin am 15. Dezember, der die Fortdauer der Haft angeordnet hatte, besetzten Studenten am 16. Dezember die Johanniskirche (Berlin) in Moabit und erreichten damit deutschlandweite Aufmerksamkeit für den Vorgang. Zur Haftprüfung hatte „sich bereits der in Tübingen lebende Philosoph Professor Ernst Bloch […] geäußert …“, der erklärte: 

„Die beiden Studenten würden trotz des Nachweises eines festen Wohnsitzes und der Immatrikulation an der FU in Haft gehalten, während Mitglieder einer rechten Wehrsportgruppe, die dort eine Schlägerei mit Studenten an der Universität mit mehreren Verletzten verursacht hätten, innerhalb weniger Stunden aus der Untersuchungshaft entlassen worden seien.“

 Peter Wietheger kam wenig später frei, Christoph Dreher erst am 23. Dezember gegen eine Kaution von 10.000 DM. Am 8. März 1977 wurde P. Wietheger wegen Nötigung, Widerstand gegen die Staatsgewalt und Körperverletzung zu 800 DM und C. Dreher wegen Widerstand und versuchter Gefangenenbefreiung zu 600 DM Strafe verurteilt. Das Solidaritätskomitee war der Auffassung, dass „die Anklage in der Hauptversammlung zusammengebrochen ist […] der Aufwand (aber) seine Wirkung nicht verfehlte […]. Trotzdem: das Urteil wäre mit großer Wahrscheinlichkeit schärfer gewesen, hätte es nicht die umfassende Solidarität gegeben.“Der „Sinn dieser Sache war …“ – so die Wertung – „… die unmittelbare Einschüchterung und Kriminalisierung der streikenden Studenten.“
- 4. Dezember: Polizeieinsatz am FB Humanmedizin der FU.
- 6. Dezember: Aufruf des Präsidenten der Freien Universität (FU), Eberhard Lämmert, „… an alle Studierenden, … den Streik selbst umgehend zu beenden.“

### Vollversammlung am 6. Dezember 1976 und Debatte mit FU-Präsident Lämmert

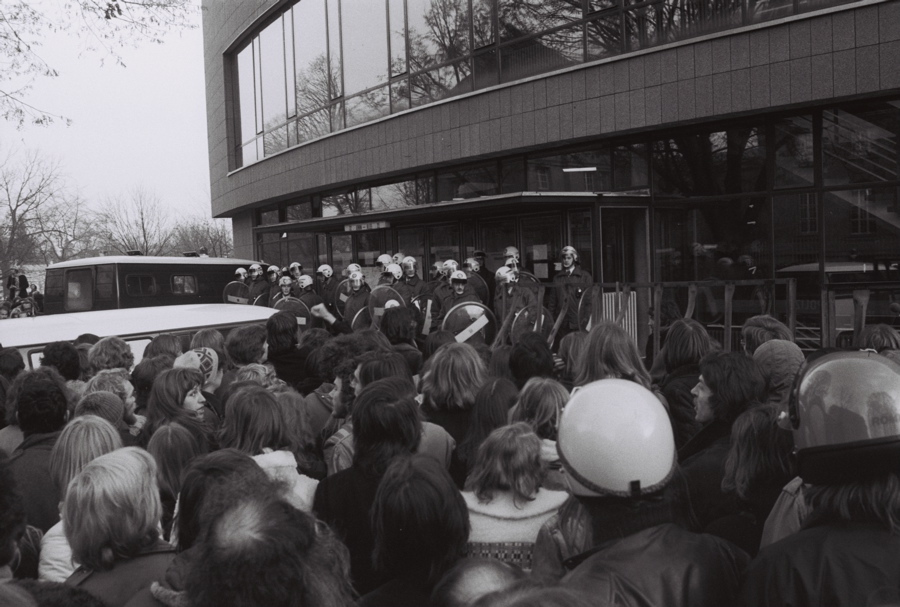
Die Polizeieinheit vor dem Gebäude der Physiologie (FU) wird umringt.

Die nach Angaben des Streikkuriers Nr. 3 vom 7. Dezember 1976 von 4.000 Teilnehmern frequentierte Versammlung, die als Tagesordnungspunkte neben dem Streik noch die Gründung des USTAs aufwies, kam über ihr Anfangsstadium nicht hinaus. Als die Versammlungsleitung bekannt gibt, dass soeben „ein Polizeikommando wehrlose Medizinstudenten vom Eingang der [unweit entfernten] Physiologie weggeprügelt habe“, wird die Versammlung unterbrochen und die Mehrzahl der Teilnehmer zieht zu dem Institut und kreist die Beamten ein, die angesichts der Übermacht ihren Abzug aushandeln. Auf einen Vorschlag hin ziehen die Studenten weiter zum ebenfalls in der Nähe gelegenen Präsidialamt, um den dort zutreffend vermuteten FU-Präsidenten Lämmert zu einer Stellungnahme aufzufordern. Da der Präsident nicht reagierte und Polizeieinheiten die umliegenden Straßenkreuzungen besetzten, drang eine Gruppe in das Gebäude ein, während der Einsatz begann. Es kam zu einem umfangreichen Schlagstockeinsatz, doch gelang es den Studenten, in ihren Reihen eine Panik zu vermeiden. Während die 2000 bis 3000 Studenten wieder zu ihrem Versammlungsort, dem Audimax, zurückkehrten, sagte Präsident Lämmert sein Erscheinen auf der Veranstaltung zu. Es kam dort zu einer hektischen, zwischen Konfrontation und Verständigungsbereitschaft wechselnden Diskussion. Während in der Gewaltfrage beide Seiten unversöhnlich blieben – zwischendurch wurde mit positivem Resultat darüber abgestimmt, ob Lämmert weiterreden solle –, sagte der FU-Präsident zu, sich gegen die Kriminalisierung studentischer Aktivitäten einzusetzen. Auszüge der Debatte sind dokumentiert im Streikkurier Nr. 4 vom 7. Dezember 1976, S. 3 und – im Originalton [aufgenommen von der Tonbandgruppe] – in der Dokumentation der Streikfilmgruppe am Institut für Publizistik der FU.

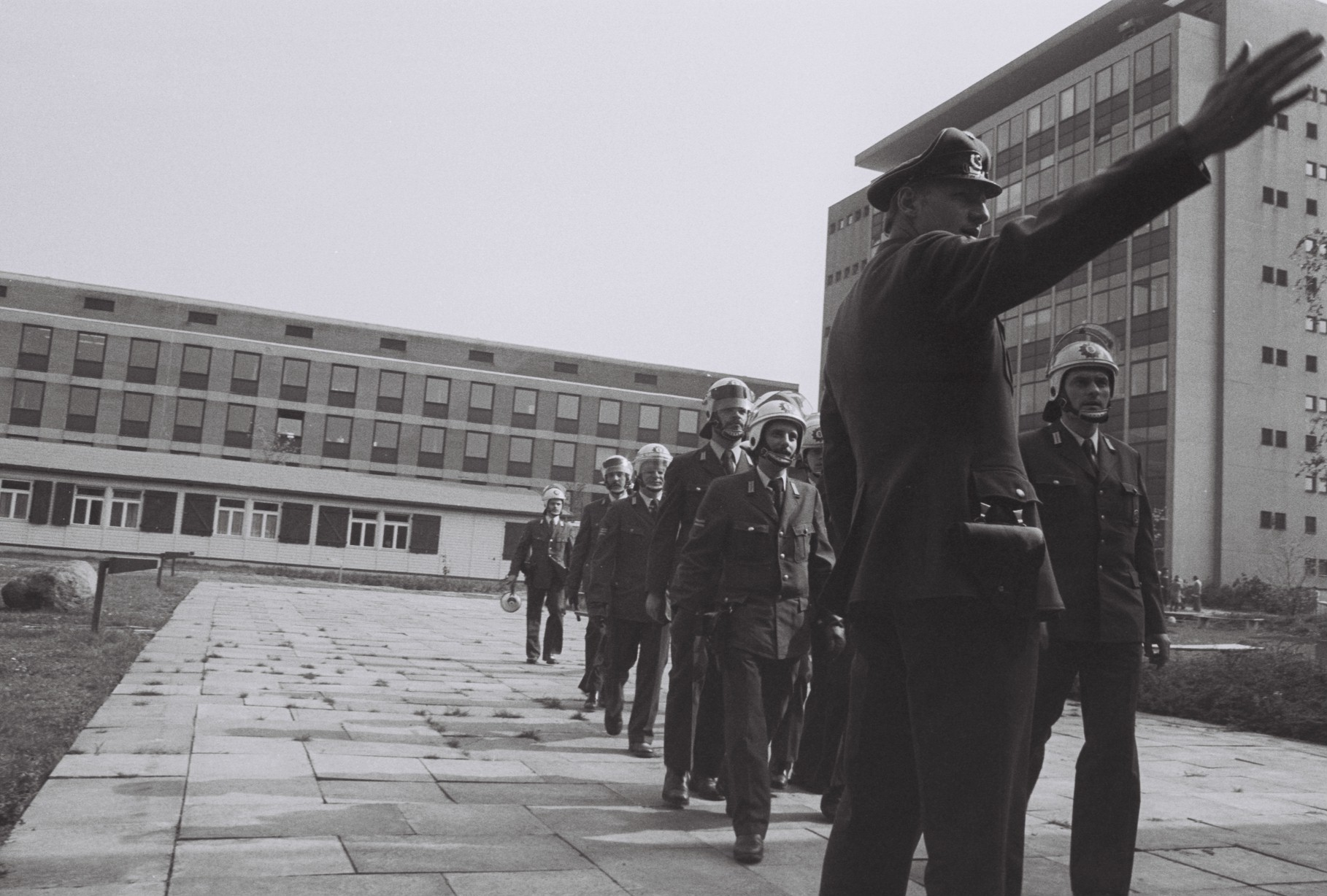
Polizeipräsenz an einem Institut.

Nachdem der Präsident die Veranstaltung wieder verlassen hatte, verabschiedete die Versammlung eine Resolution: 

„Die Studenten verurteilen, daß der Präsident seit 2 Wochen Polizei an der FU einsetzt und einen brutalen Einsatz vor dem Präsidialamt durchführen ließ. Die Studenten lassen sich nicht in radikale Führer und dumme Masse spalten. Die Aktion ist ein Resultat der von uns einheitlich geführten Streikbewegung. Wir identifizieren uns mit ihr aus diesem Grund und analysieren sie von dort her. Wir unterstützen die Aktion insgesamt, ohne sie in Einzelteile aufzulösen.“

Die ursprünglich beabsichtigte Gründung des Unabhängigen Studenten Ausschusses (USTA) war bei dieser Veranstaltung nicht mehr möglich.
- 13. Dezember: Vollversammlung im Audimax der Freien Universität (FU) mit Gründung des Unabhängigen Studentenausschusses (USTA)
- 14. Dezember: Vollversammlung im Audimax der Technischen Universität (TU) mit Beschluss zur Aussetzung des Streiks und Empfehlung einer Wiederaufnahme bei mangelnder Erfüllung der Forderungen.

### Winterpause und Regelungen zur Fortsetzung des Streiks
Dem ‚Problem Weihnachtsferien‘ begegnete die VV an der FU am 7. Dezember 1976 mit der Empfehlung einer ‚Aussetzung‘ des Streiks vom 13. Dezember 1976 bis zum 13. Januar 1977. 

„Eine Versammlung an der Pädagogischen Hochschule (PH) entschied sich am 9. Dezember mit 845 gegen 225 Stimmen für eine Aussetzung des Boykotts der Lehrveranstaltungen verbunden mit Forderungen nach einer Rücknahme aller Disziplinaruntersuchungen und det Entlassung aus politischen Gründen. Nach dem Beschluß der Vollversammlung an der PH soll der Boykott wieder aufgenommen werden, wenn die Forderungen bis zum Januar nicht erfüllt sind.“

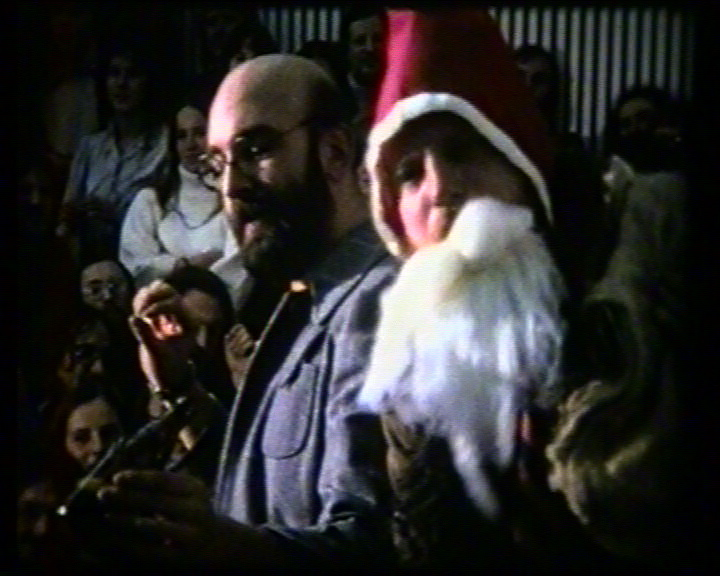
Das Kabarett Die 3 Tornados mit einer Satire über die studentischen „Streikferien“.

Eine FU-Vollversammlung am 13. Dezember 1976 bestätigte diese Regelung. Entscheidend in dieser Angelegenheit war nun die Vollversammlung der Technischen Universität (TU), auf der am 14. Dezember. „.. von bis zu 2.000 Studenten […] beschlossen wurde, […] wie an der FU und PH die Aussetzung des ‚Streiks‘ mit einer Forderung an den Senat nach Rücknahme aller politischen Disziplinarverfahren zu verbinden und bei Nichtannahme im Januar über einen weiteren Unterrichtsboykott zu beschließen.“
Damit stand im Sinne der Streikenden die ‚Streikfront‘. Man konnte in Ruhe in die Weihnachtsferien fahren und auf den ab dem 10. Januar 1977 angesetzten neuen Versammlungen die Reaktion der Gegenseite bilanzieren und über eine Fortsetzung des Streiks beraten.

## Wiederaufnahme des Streiks im Januar 1977
Im Vorfeld des Semesterbeginnes hörte der Wissenschaftsausschuss des Abgeordnetenhauses von Berlin Hochschulvertreter, d. h., die Präsidenten und Rektoren der Fachhochschulen und die Präsidenten der Freien Universität und der Technischen Universität sowie deren Fachbereichsvorsitzenden an. Einigkeit herrschte über eine Verschlechterung der sozialen und materiellen Lebens- und Arbeitsbedingungen sowie der Zukunftsperspektiven für Studenten und auch der wissenschaftlichen Mitarbeiter, die so den Streikenden auch kaum Widerstand im vom Staat geforderten Sinne entgegensetzten, der mit seiner wachsenden Einflussnahme zudem die Probleme eher verstärke [Lämmert]. […] Vor dem Wissenschaftsausschuss erklärte Wissenschaftssenator Löffler, „das ‚Ultimatum‘ der sogenannten Streikräte […] sei nicht erfüllbar.“
Pünktlich zu Semesterbeginn erschien eine große Zahl von Studenten in ihren Lehranstalten und nahmen die Streikaktivitäten wieder auf. Während die Studenten auch selbstkritisch die Wirksamkeit ihrer Aktivitäten diskutierten, befasste sich der Präsident der Freien Universität auch vor dem Akademischen Senat der FU „mit den Ursachen der studentischen Protestaktionen. […] Die bisherigen Bildungspolitik habe zu einer rapiden Ausweitung des Hochschulbereichs geführt, der Finanzspielraum sei jedoch […] nicht in ausreichendem Maße gewachsen […] Die einseitige Betonung der Lehre“ führe zu prekären Lagen und zur Vernachlässigung der Forschung. Die Studenten seien nicht ausreichend materiell abgesichert. „Die Praxis der Überprüfung der politischen Treue […] habe zur Folge, daß verständliches politisches Engagement während des Studiums zu schweren Nachteilen bei der Berufswahl führen kann.“ Der Staat lege „seine Kompetenzen in zunehmendem Maße extensiv aus, was die Rechtsaufsicht in eine Fachaufsicht überführe.“ Der Akademische Senat nahm die Erklärung zur Kenntnis, die Landeskonferenz der Rektoren und Präsidenten der Berliner Hochschulen schloss sich ihr am 6. Januar 1977 im Grundsatz an.
Während viele Fachbereiche und Institute ihre Versammlungen planmäßig am Montag, den 10. Januar 1977 abgehalten hatten und den Empfehlungen der Zentralen Streikräte von FU und TU auf Wiederaufnahme der Streikaktivitäten bereits intern folgten, gab Wissenschaftssenator Löffler am selben Tag eine Pressekonferenz, in der er einen „Maßnahmenkatalog“ vorstellte, der insbesondere die Auslagerung vieler Seminare in Schulen vorsah sowie polizeilich geschützte „Einlasskontrollen“. Auf studentische Forderungen wie die Einstellung aller Ordnungsverfahren solle nicht eingegangen werden, da dies einer „Kapitulation des Rechtsstaates gleichkäme“.

### Auftaktveranstaltung im Audimax der Technischen Universität (TU)

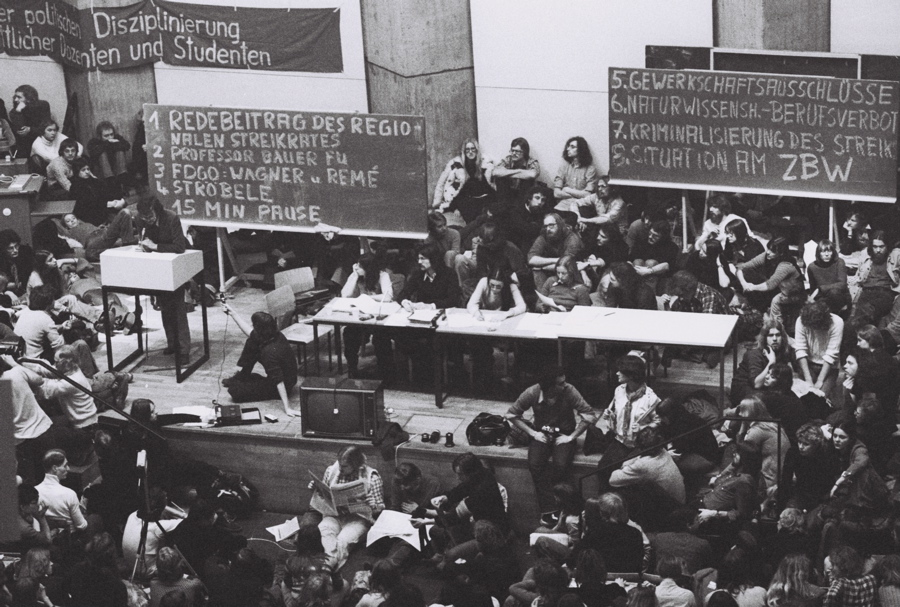
Das Podium im Audimax der Technischen Universität (TU)

Am Dienstag, dem 11. Januar 1977 fand im Audimax der TU eine Großveranstaltung mit 3500 Besuchern statt, die keine praktischen Streikfragen, sondern die allgemeine Lage der Studenten in der Gesellschaft thematisierte. Hauptredner waren Gerhard Bauer, dessen Wiedereinstellung in den Universitätsdienst Teil der Streikforderungen war und Rechtsanwalt Hans-Christian Ströbele. Während Professor Bauer seinen Fall als Teil einer Entwicklung zur politischen Unterdrückung in der Bundesrepublik Deutschland und Westberlins betrachtete, die auf dem Weg zur Angleichung an die Zustände in der DDR sei, erörterten anschließend zwei Redner konträr die Möglichkeiten, mittels des Grundgesetzes die Berufsverbote zu bekämpfen.

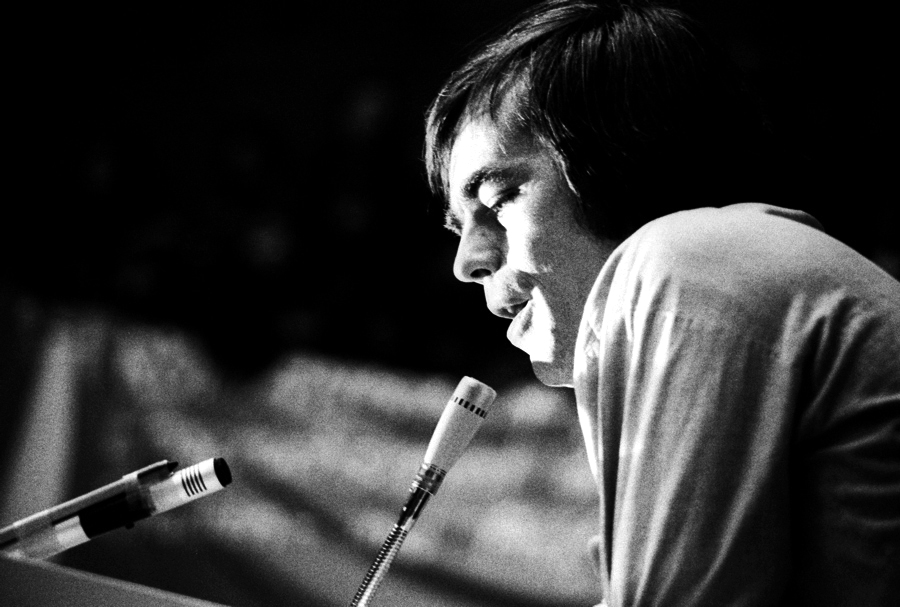
Rechtsanwalt Ströbele auf der Versammlung.

Rechtsanwalt Ströbele sprach über politische Maßregelungen im Bereich der Justiz und ging auf die Berufsperspektive von Juristen ein. Christoph Dreher, einer der beiden Anfang Dezember verhafteten Studenten, beschrieb sein Verfahren, begrüßte die Weiterführung des Streiks und bedankte sich für die umfangreiche Solidarität. Nach der Pause folgten Redebeiträge zu verschiedenen universitären Themen. Der Veranstaltung wurde ein positiver ‚Mobilisierungseffekt‘ zugesprochen.
Am 12. Januar 1977 erschien der Streikkurier Nr. 9 mit der erstmals bekannt gegebenen Auflage von 5.000 Exemplaren. Da die Einsicht in die Bedeutung einer besseren Information der Bevölkerung über die eigenen Gründe und Motiv in der Studentenschaft gewachsen war, wurde die Einrichtung einer zentralen Öffentlichkeits-AG bekannt gegeben.

### Vollversammlung an der Freien Universität (FU) mit Teilnahme von Wissenschaftssenator Gerd Löffler
Am 12. Januar 1977 fand die Vollversammlung der FU mit 3.000 Teilnehmern im Audimax statt. Die Teilnehmer stimmten fast geschlossen der Empfehlung an Fachbereiche und Institute zur sofortigen Wiederaufnahme des Streiks zu. 

„Zur Überraschung der Versammelten kam Wissenschaftssenator Löffler in das überfüllte Auditorium, um durch seine Gegenwart wie auch schon durch seine Briefaktionen deutlich zu machen, daß er bereit zur Diskussion über die Probleme der Studenten ist. […] Der Streikrat rief ausdrücklich dazu auf, den Senator ausreden zu lassen und ihn nicht anzufassen oder zu bewerfen. […] [Zum Fall] Professor Bauers erklärte er, […] daß ein unabhängiges Gericht über die Konsequenzen entscheiden solle. […] Zum Fall des Assistenzprofessors Rothe erklärte Löffler, er werde sich an die in Kürze ergehende Entscheidung des Arbeitsgerichtes über die Frage einer Dienstverlängerung oder Entlassung halten.“

Zur Frage einer Festnahme von Streikräten betonte er, dass nur im Falle des Aufrufes zu gewaltsamen Aktionen diese sich vor Gerichten rechtfertigen sollten. Der Tagesspiegel schließt den Bericht mit der Bemerkung, dass „der Senator unbehelligt das Auditorium verlassen (konnte)“. Da durch diesen Besuch wiederum – wie im Falle des Zuges zum Präsidialamt und der folgenden Diskussion mit FU-Präsident Lämmert – die Versammlung ihre Tagesordnung nicht abarbeiten konnte, wurde eine weitere Vollversammlung zum 14. Januar 1977 einberufen.
Auf dieser Versammlung mit ca. 1.000 Teilnehmern wurden Berichte aus Fachbereichen und Instituten eingebracht, juristische Maßnahmen wie der angedrohte BAföG-Entzug für Aktivisten besprochen – es gibt „höchstrichterliche Entscheidungen, nach denen das BAföG ohne weiteres nicht entzogen werden könne.“ – und diskutiert, „auf welche Forderungen der Streik zugespitzt werden solle.“
Es streikten an der FU aufgrund der Beschlüsse von Vollversammlungen: Psychologisches Institut, OSI, Theaterwissenschaftler, Ethnologen, Religionswissenschaftler, Politologen, Publizisten, WISO, LAI, OAS und Erziehungswissenschaften, nach Urabstimmungen: die Germanisten, Juristen, Theaterwissenschaftler (383:76 Stimmen), Sportler (60 % von 340), das Rosenberg-Institut und die Wirtschaftswissenschaftler (922:548 Stimmen), an der TU der FB 2, IBG – die PH (VV) entschied sich mit 868 gegen 173 Stimmen für die Fortsetzung des Streiks, ebenfalls die VHS Schöneberg und die FHSS. An der EFHSS (Evangelische Fachhochschule für Sozialarbeit und Sozialpädagogik) kommt es zu einem Hungerstreik von 56 Studenten „gegen die verschärften Repressionen, denen die Studenten schon seit Jahren, speziell aber seit dem Streik vor Weihnachten, ausgesetzt sind.“ Bemerkenswert war, dass die Studenten der Hochschule der Künste, HdK, die im Dezember noch weitgehend passiv waren, nun mit ihren Fachbereichen 1, 4, 6, 7 (Instrumentalisten, Dirigenten, Komponisten, Tonmeister und Kirchenmusiker), 8 (Musikerzieher) und 9 (Schauspieler, Oper, Bühne und Kostümbild) in den Streik gingen. Abgelehnt wurde der Streik von den Medizinern mit 934 für und 1059 dagegen, bei Anglisten, Romanisten und Historikern. [Die Angaben, insbesondere für die TU, sind unvollständig.]

### Erfolge der Streiks
Die Auslagerung von Lehrveranstaltungen an Schulen bringt nur wenige Hörwillige zum Besuch – zudem solidarisieren sich Schüler mit den Streikenden und Streikposten. Der CDU-Fraktionsvorsitzende Lummer warf daraufhin dem Wissenschaftssenator Löffler „unverantwortliche Fahrlässigkeit und Entscheidungsschwäche vor. Der Senator habe durch die Auslagerung des Studienbetriebes in Schulen einen weiteren Freiraum für Extremisten geschaffen und trage die Verantwortung dafür, daß Minderjährige jetzt in Gewaltanwendung einbezogen und straffällig würden.“
Am 21. Januar kann der Streikkurier Nr. 11 titeln: „Bauer und Rothe bleiben drin.“:

„Der auf Anordnung Senator Löfflers entlassene Assistenzprofessor Dr. Rothe […] muß nach einer Entscheidung des Berliner Arbeitsgerichts bis zum 30. Juni 1978 als Wissenschaftlicher Angestellter von der Freien Universität weiterbeschäftigt werden. […] Mit der Entscheidung des Arbeitsgerichtes als auch mit der am Vortag getroffenen Entscheidung der Personalkommission der FU, kein förmliches Disziplinarverfahren gegen Professor Bauer einzuleiten sind zwei Hauptanlässe für die Wiederaufnahme des Boykotts entfallen.“

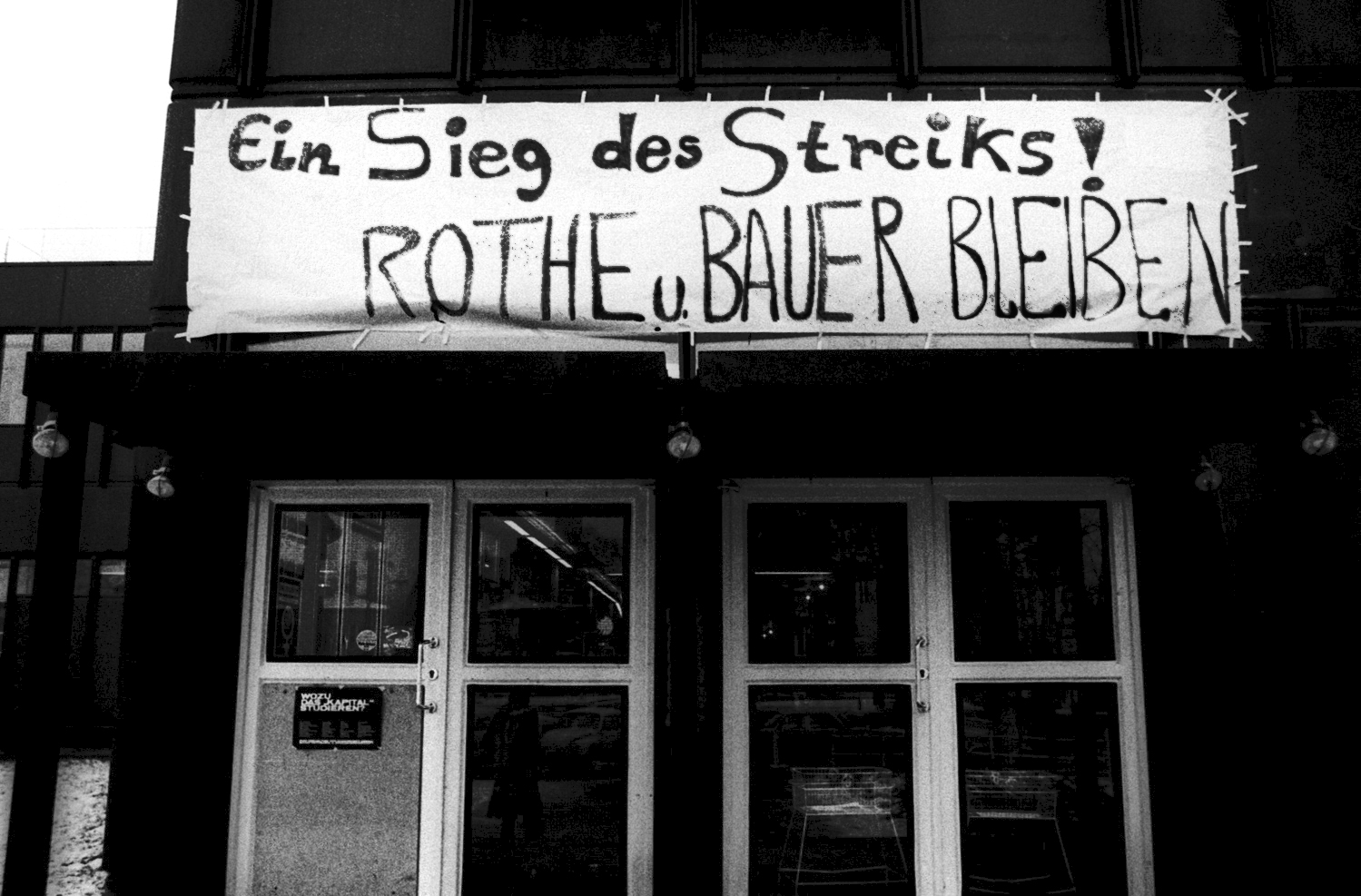
Bekanntgabe der ‚guten Nachricht‘.

Eine Anhebung des BAföG-Satzes um durchschnittlich 100 DM wurde vom Bundeskabinett am 1. Februar 1977 mit Wirkung zum 1. April 1977 beschlossen.

### „1. frauen-uni-vv in berlin“
Am 25. Januar 1977 fand im Audimax der FU die erste Uni Frauen-Vollversammlung statt.
„Warum eine autonome Organisierung von Frauen an der Universität“ notwendig sei, begründeten mehrere Rednerinnen in einem gemeinsamen Beitrag: „Zunächst heißt Autonomie Ausschluß von Männern, um sich als Frauen gemeinsam zu erfahren und Gedanken zur eigenen Situation und zur Veränderung dieser Situation äußern zu können, ohne sofort Sanktionen unterworfen zu sein. […] Selbstbestimmung zu wollen, heißt aber auch, sich bewußt zu machen, wodurch sie bisher verhindert wurde. Dabei ist unbestritten, daß auch Männer in dieser Gesellschaft sich nicht voll verwirklichen können. Dennoch läßt sich feststellen, daß Männer auf Grund ihrer gesellschaftlichen Stellung ganz andere Voraussetzungen haben, sich ihrer Situation bewußt zu werden, als es Frauen bisher haben. […] Als breite Bewegung werden Frauen nur dann erwähnt, wenn sie entweder gemeinsam mit Männern oder mindestens im Sinne von Männern sich verhalten haben; […] Frauen sollen weiterhin einzig auf den privaten Bereich festgelegt sein, und sie sollen unfähig gemacht werden, weder im privaten noch im öffentlichen Bereich sich im eigenen Interesse zu verhalten. […] Es soll verhindert werden, daß Frauen die männlichen Normen, die diese Gesellschaft stützen, in Frage stellen. Frauen, die sich mit der männlichen Interpretation der Welt identifizieren, sollen auch wir werden. [Unsere] Identität ist von männlicher Anerkennung abhängig. Nur kollektiv als Frauen können wir uns dieser Unterdrückung bewußt werden und gegen sie kämpfen. […] Autonome Organisation heißt deshalb vorrangig nicht gegen Männer, sondern für uns, um bewußter unser Leben wahrzunehmen und verändern zu können.“
Praktisch: „Aus den Frauenfachbereichsgruppen entstanden viele Studienkollektive, die versuchen, die Trennung zwischen wissenschaftlicher Arbeit und eigener Betroffenheit zu überwinden.“ Im Streikbericht Germanistinnen hieß es: „Wir haben auch keine Lust, Frauenveranstaltungen zu Informationsveranstaltungen für Männer umzufunktionieren oder in mühevoller Kleinarbeit auf individueller Ebene Männer auf den neusten Stand der Bewegung zu bringen.“

### Abflauen des Streiks Ende Januar 1977
In allen Universitätsbereichen, deren Studiengang durch scheinpflichtige Veranstaltungen eng geregelt war, beschlossen die Versammlungen nach den als Erfolg gewerteten Vertragsverlängerungen der beiden Dozenten Gerhard Bauer und Friedrich Rothe die Beendung des Streiks: „An den meisten der 20 Fachbereiche der Freien Universität läuft wieder der Lehrbetrieb“. In der Einschätzung der ‚streikaktiven‘ Studenten, die auf der einen Seite die Wiederaufnahme des Studienbetriebes akzeptierten, zum anderen die begonnenen Gruppenaktivitäten fortsetzten, zeichnete sich bereits die Ablösung praktischer Tätigkeiten aus dem „Uni-Betrieb“ ab. Es folgte zwar kein „heißes Sommersemester“ 1977, wie es politische Gruppen voreilig verkündeten, doch es kam zu einer Aufarbeitung der gemachten Erfahrungen, u. a., durch Ausstellungen, Filmvorführungen und Theaterauftritte der Streikinitiativen in zahlreichen Veranstaltungen.

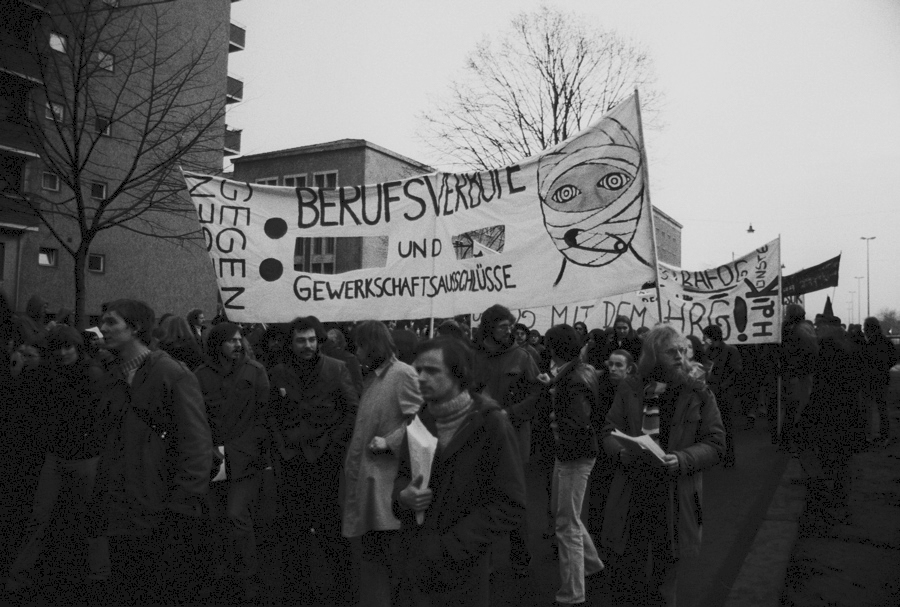
Die Demonstration gegen Berufsverbote.

- 28. Januar 1977: 5000 Demonstranten beteiligten sich […] an einem Aufzug, zu dem der ‚USTA‘ aus Anlass des fünfjährigen Bestehens des Extremisten Beschlusses aufgerufen hatte.[45]
- 3. Februar 1977: Die Unorganisierten erringen bei den FU-Konzilswahlen auf Anhieb 11 der 40 Studentenmandate.[46]

„An der Freien Universität Berlin (FU) ist der Anfang Januar auf einer Vollversammlung empfohlene Vorlesungsboykott weitgehend beendet worden.“ Eine Vollversammlung mit nur 400 Teilnehmern hatte „keinen Beschluß gefaßt, aber auch kein Interesse an einer Fortsetzung des Boykotts gezeigt“.

## Sommersemester 1977 und Streik Wintersemester 1977/78

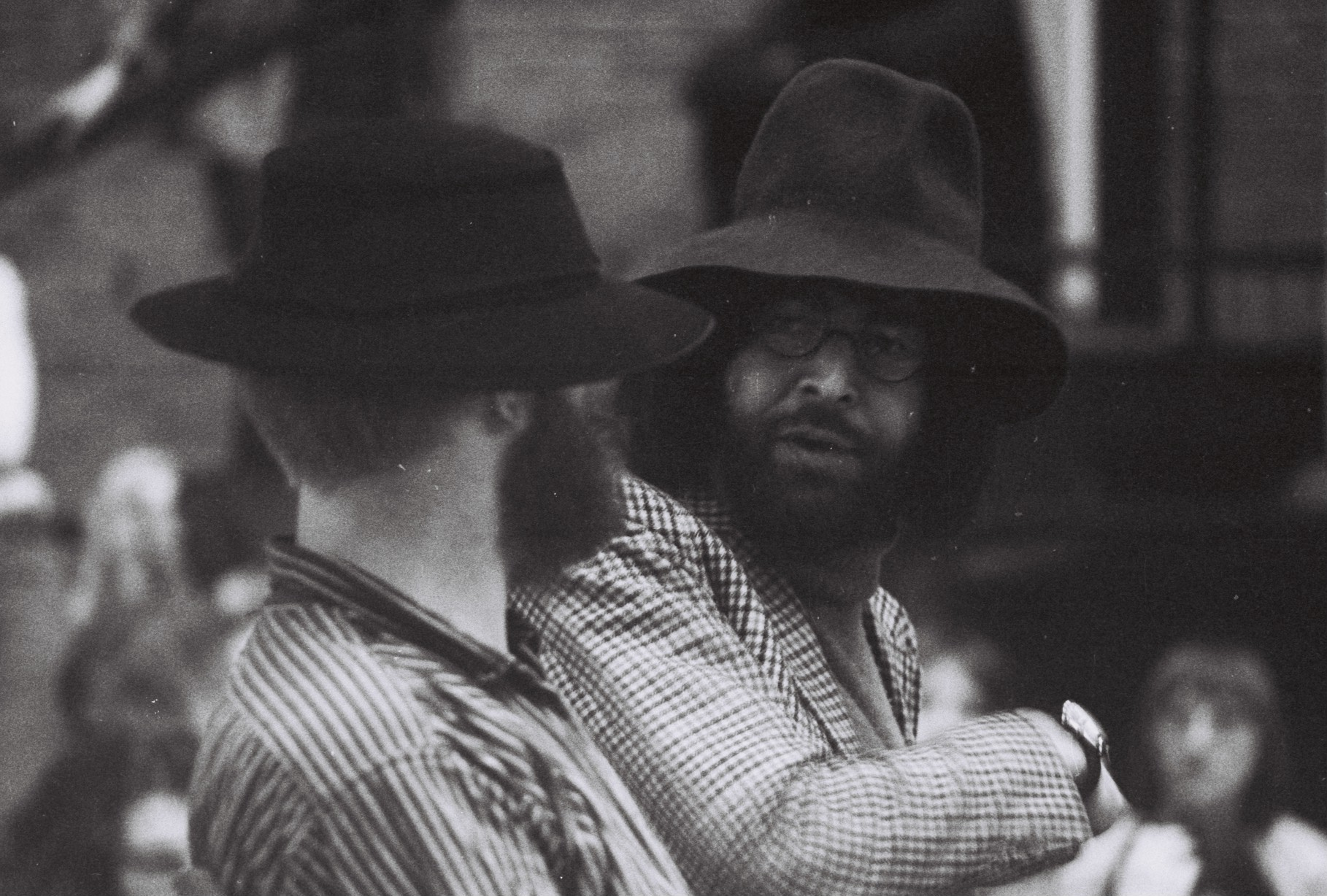
Zwei der Drei Tornados im Einsatz.

### Weitere Entwicklung (Überblick)
Noch im Sommersemester 1977 beginnen die Fachbereichsinitiativen und Streikaktivisten Diskussionen mit dem Ziel der Gründung eines Unabhängigen Studenten-Ausschusses, Usta. Im Januar 1978 schlägt mit dem Tunix-Kongress die Geburtsstunde der Alternativbewegung. Der Usta entsteht 1978/79 und wird bald von den sich nun Basisgruppen nennenden Fachbereichsinitiativen getragen. Zur Eindämmung und der Integration der sich an der Uni entfaltenden Alternativen etabliert der sozialdemokratische Wissenschaftssenator Glotz Anfang der 80er Jahre einen Asta. Da haben die sich in den Basisgruppen selbst organisierten Usta-Studis der ersten Stunde, die zuvor noch die Überführung des Studentenwerks in die Hände der verfassten Studierendenschaft forderten, schon überwiegend in die Stadt begeben, als Hausbesetzer.
Sommersemester 1977

Im Sommersemester 1977 kam es zu keinen Streikaktivitäten – neben dem ‚normalen‘ Studienbetrieb arbeiteten die im Streik gebildeten Seminare und Arbeitsgruppen weiter. In welchem Umfang und in welcher Weise es dabei zu Kooperationen, d. h., zu einer Vernetzung kam, lässt sich derzeit nicht feststellen.
Es bildete sich ein reger Fest- und Veranstaltungsbetrieb an den Instituten.
Ein Bericht liegt von der Streikfilm-AG am Institut für Publizistik der FU vor: Nachdem der Film über den Streik in Berlin „im März [1977] geschnitten und vertont [wurde], war [er] vom 16. April bis zum 24. Juni im Einsatz. Insgesamt zeigten wir ihn 24x auf VV's, Feten und Diskussionsveranstaltungen (zweimal in der BRD, in Hannover und Saarbrücken) und im Kino […] Der Film wurde von 1.700 bis 1.800 Leuten gesehen. Gesammelt wurden dabei knapp über 580 DM […] An den Zuschauer-Reaktionen ließ sich auch oft ablesen, wie verschieden der Streik an den einzelnen Unis und Hochschulen gelaufen war […] Insgesamt hat sich das Vorhaben, einen Film über die Streikformen und die dabei gemachten Erfahrungen zu drehen, als sehr sinnvoll erwiesen, da die Aktivitäten doch qualitativ und in ihrer Breite neu waren. […] Voraussichtlich werden wir keine weiteren Filme drehen, sondern uns im Rahmen des alternativen Medienseminars auf andere Mediengruppen verteilen.“
Aus der Streikfilm-AG entstand 1978 die AGF-Arbeitsgemeinschaft Film Berlin.

### Wiederaufnahme des Streiks im Wintersemester 1977/78
Die Frage, die nun gestellt wurde, war, wie ein Neubeginn – oder eine Wiederholung? – des Streiks aussehen werde und wie er verlaufen würde. Im Gegensatz zum Vorjahr wurde nun von der Politik, den Verwaltungen der Universitäten und den Medien jede Aktivität und Versammlung mit Argusaugen beobachtet und kommentiert.
Fast täglich erschienen in den Zeitungen Berichte über die Vorgänge an den Universitäten und Hochschulen.

Mittlerweile war der Deutsche Herbst verflossen – 

„Als die Studenten im November aus den Semesterferien in die Hörsäle zurückkehrten, waren sie geprägt von Ereignissen wie der Ermordung von Generalstaatsanwalt Buback, […] der Entführung Schleyers und seiner Ermordung, der Kaperung der Lufthansa-Maschine und der Geiselbefreiung, dem Kontaktsperregesetz und der Großfahndung. Mit Wut reagierten viele auf die von konservativen Zeitungen und der CDU/CSU inszenierten Suche nach sogenannten Sympathisanten und Verharmlosern des Terrorismus, ob sie nun Willy Brandt heißen, Böll, Grass oder Professor Gollwitzer. Den Sympathisantensumpf des Terrorismus an den Hochschulen wollte die CDU austrocknen – die Voraussetzungen für ein Semester des Aufruhrs schienen gegeben zu sein. Dennoch wurde es […] ein Semester der fairsten Diskussionen seit Jahren.“

Die Idee, die Kontinuität der im vorigen Wintersemester begonnenen Aktivitäten zu erhalten, wie sie insbesondere von den USTA-Gruppen vertreten wurde, führte zwar wiederum zu Vollversammlungen, Urabstimmungen und zu neuen Streikplanungen, doch hielten sie sich im begrenzten Rahmen. Am 29. November konnte Der Tagesspiegel mit „Ruhiger Beginn des 'Streiks'“ titeln und „an vielen Orten normaler Lehrbetrieb“ bilanzieren – auch in Westdeutschland. Wichtige Fachbereiche wie Medizin an der FU oder die meisten Fachbereiche der TU fehlten. Die Überzeugung selbst der Aktivisten, in der Wiederholung viel bewirken zu können, nahm ab. Uni-Verwaltung, Politik und Polizei waren vorbereitet – so schrieb der neue Berliner Wissenschaftssenator Peter Glotz, der auch angab, „daß er im Lauf der letzten Wochen etwa zwanzigmal Diskussionen [mit studentischen Versammlungen] geführt habe …“ einen Brief an die Medizinstudenten. Auch politische Gruppen wie die Jusos oder die SEW-nahen Aktionsgemeinschaften plädierten für eine Beendung: „Eine Verlängerung würde keine neue Qualität bringen. Es sei unsinnig und illusionär, auf einen Konfrontationskurs mit Polizei und Senat zu gehen.“ Es drohte eine Situation der Ratlosigkeit auf Seiten der „Neuen Studentenbewegung“.
Dennoch kam es zu zahlreichen Aktionen – zumeist in den vom VDS ab dem 28. November 1977 angesetzten bundesweiten Streik. Eine Reihe von Hochschulen in Westdeutschland, an denen es im Vorjahr relativ ruhig geblieben war, traten nun in Aktion – so an der Universität Hamburg, an der sich von den „nicht beurlaubten“ Studenten 52,5 % beteiligten und sich 14.190 für einen Streik und 5.215 dagegen entschieden. In Berlin waren die Studenten der Pädagogischen Hochschule und der Technischen Fachhochschule (TFH) auffallend aktiv – an letzterer gab es eine Beteiligung von 54 % an der Urabstimmung mit 1207 gegen 449 Stimmen für einen unbefristeten Streik.

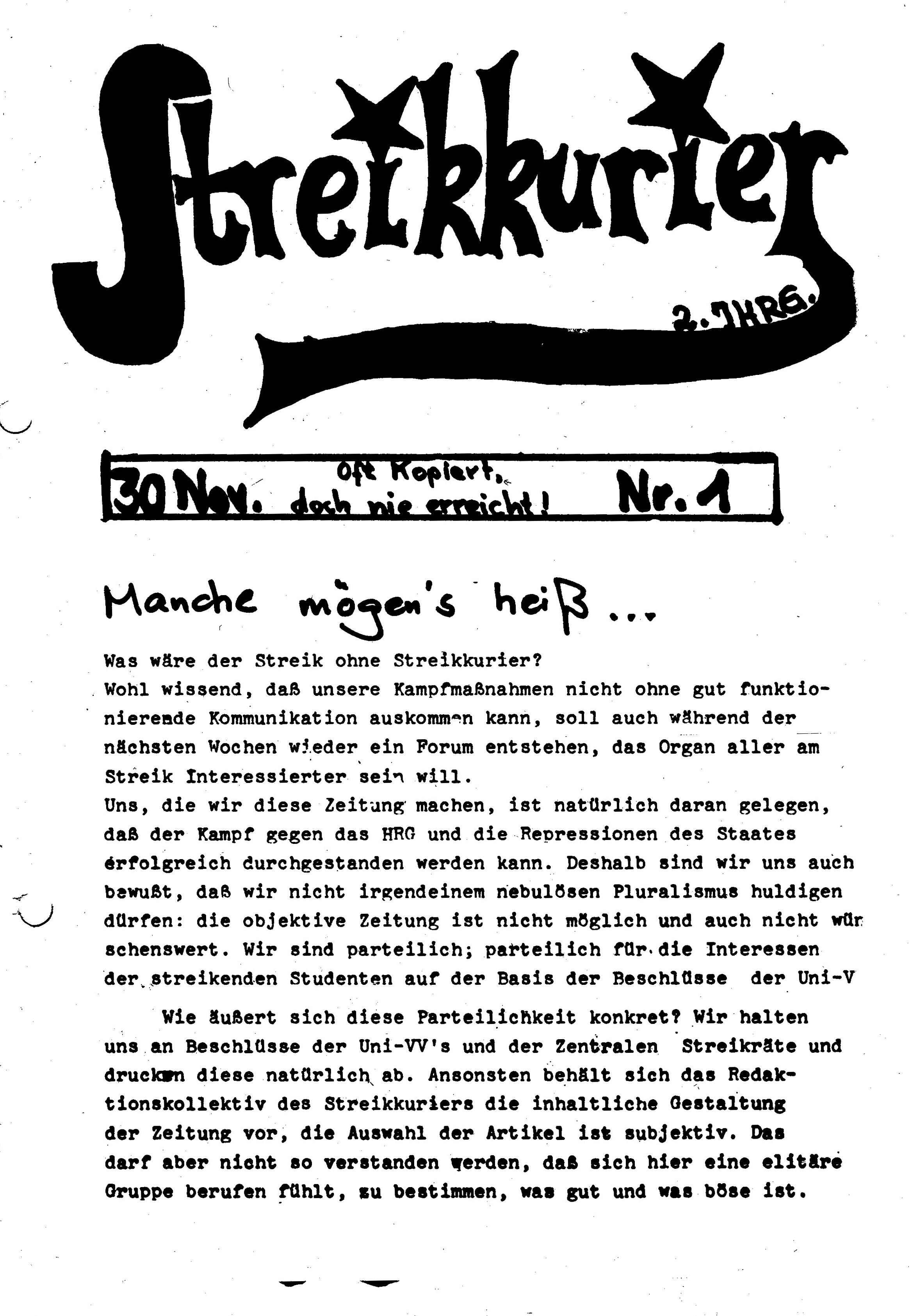
Der Streikkurier blieb zentrales Kommunikationsmittel der Studentenschaft.

Der erste Streikkurier des zweiten Jahrganges meldet am 30. November 1977 aus 12 von 24 Fachbereichen der FU und aus 8 Fachbereichen der TU einen unbefristeten Streik sowie aus 7 [von insgesamt 21] Fachbereichen der TU einen befristeten Streik. In vorsichtiger Einschätzung der Dynamik wird jedoch bereit auf eine Demonstration am 10. Dezember 1977 orientiert, nach der der Streik „ausgesetzt oder vorläufig beendet wird“. In dieser Ausgabe des Streikkuriers wird auch der erste Teil der Rede eines Germanistik-Studenten auf der Vollversammlung der FU vom 18. November abgedruckt, die damit allgemein bekannt wird.

### Vollversammlung im Audimax der Freien Universität am 18. November 1977
Nach verschiedenen Beiträgen, die dem Auditorium bekannte Positionen vortrugen, erschien ein Redner der Unorganisierten, ein Germanistik-Student, auf dem Podium und ihm gelang es, die ungeteilte Aufmerksamkeit seiner Zuhörer zu gewinnen: Er stellte jedoch sofort klar: „Ich rede nicht für die Germanisten, sondern für mich. Ich fange mal an mit einem Brecht-Zitat: ‚Deutet nicht alles darauf hin, daß es Nacht wird und nichts, daß eine neue Zeit beginnt? Soll man also nicht eine Haltung einnehmen, die sich für Leute schickt, die der Nacht entgegen gehen?‘ […] wenn wir von Streik reden, denken wir schon an die Fluchtmöglichkeiten danach und hoffen während des Streiks, daß es uns mit den Ordnungsverfahren nicht erwischt. […] Ich weiß nicht, ob ihr das schon miterlebt habt, wie oft hier von Auswandern gesprochen wird. Viele von uns kennen die Stadt vor allem als Dahlem und einen Wust von linken Kneipen und Wohngemeinschaften. Diese Stadt wie die Uni gehören nicht uns, noch nicht einmal zu uns. […] ich will nicht in ein paar Büchern zuhause sein, auch wenn ich gern lese. Ich will nicht mehr die zehntausend Betonklötze zwischen Dahlem und Kreuzberg übersehen. […] Ich will wissen, wo und wie und für wen und mit wem ich das anwenden kann, was ich lerne. Ich will mit diesen Menschen zu tun haben. […] Wir haben uns an der Uni über die Linie gestritten, haben noch was gemacht, aber geändert haben wir nichts mehr. […] Links sein heißt für uns in die Uni fahren. So sehen wir auch kaum noch Erfolge. Wir werden erfolglos streiken, ein wenig diskutieren, aber im großen und ganzen nicht weiterkommen. […] Wir müssen unseren Lebenszusammenhang nicht mehr in Dahlem, sondern in Berlin sehen. Wenn uns nicht mehr nur das HRG beschäftigt, sondern auch die Frage nach unserer Miete und der unserer Nachbarn und damit auch die Frage, für wen wir ausgebildet werden sollen. Dann können wir verändern …“

### Auflösung der Streikbewegung
Das Bild in der Öffentlichkeit wird durch viel Lob und Anerkennung der sozialdemokratischen und liberalen Führungspersönlichkeiten – dem neuen Wissenschaftssenator Peter Glotz (SPD), dem FDP-Bundestagsabgeordneten Professor Dittberner, den Universitätspräsidenten Eberhard Lämmert (FU) und dem neuen TU-Präsidenten Rolf Berger, auch dem Bundesminister für Bildung und Wissenschaft, Helmut Rohde (SPD), – geprägt, die den Studenten selbst auf Großveranstaltungen Diskussionsbereitschaft, einen „wirklichen Dialog“, Ernsthaftigkeit und Sachkunde bescheinigen und hervorheben, dass der „Vorlesungsboykott gewaltloser und kontrollierter“ als vor einem Jahr verlaufe. Störaktionen werden einigen „Profilneurotikern der kommunistischen Gruppen, die zur Zeit als Wanderprediger zwischen FU, PH und TU herumziehen“, zugeschrieben. Doch hatte auch der Germanistikstudent in seiner Rede Kritik an Hochschule und Gesellschaft ausgeführt: 

„Glotz’ Einbindung der Hochschule in die Gesellschaft meint ja nicht, daß diese Gesamtsituation sich bessern soll. Wir sollen bloß noch besser in ihr eingefangen werden. Wir sollen weniger Hofnarren, sondern nur noch Narren sein. Nicht in einer Gesellschaft, die uns Möglichkeiten bietet, uns in der Arbeit und im Zusammenhang mit anderen Menschen weiter zu entwickeln, sollen wir stärker eingebunden sein, sondern in einer Gesellschaft, die uns noch weniger Zusammenhang und noch mehr Fremde bietet.“

Der Streikkurier, Nr. 3/77, der auch das Info 5 des Regionalen Streikrates beinhaltet und 24 Seiten umfasste, beschäftigte sich mit der Frage, wie die Öffentlichkeitsarbeit verbessert werden kann und die Demonstration am 10. Dezember so vorbereitet wird, dass der Bevölkerung vermittelt wird, „um was es bei der Demo wirklich geht.“ (S. 4).

### Demonstration gegen das Hochschulrahmengesetz (HRG) am 10. Dezember 1977

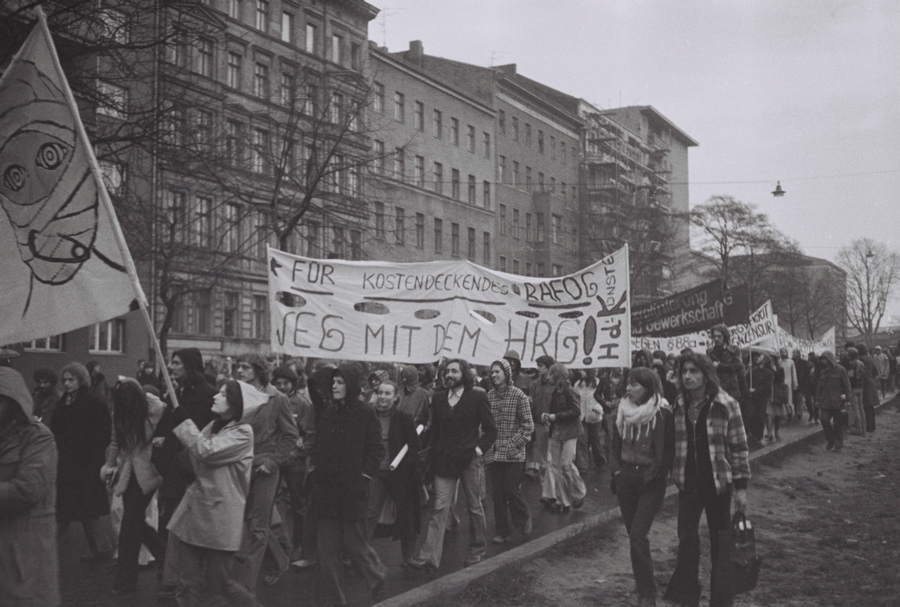
Die Abschlussdemonstration der Berliner Streikphase 1967/1977.

Die Veranstaltung des Regionalen Streikrates und der Schulen des Zweiten Bildungsweges fand eine breite Unterstützung. Die GEW-Berlin und weitere gewerkschaftliche Organisationen unterzeichneten den Aufruf. Der Zug führte vom Fehrbelliner Platz zum Wittenbergplatz. Die Veranstalter schätzten die Teilnahme auf 15.000 Personen. Die Demonstration geriet zur Abschlussveranstaltung der Streikphase, denn bereits am 9. Dezember 1977 hatte die zentrale Vollversammlung an der FU beschlossen, den Streik ab 14. Dezember auszusetzen; ein Beschluss, dem sich zahlreiche Fachbereiche anschlossen. Gleichzeitig beendete die PH den Streik, an der TU verlief der Lehrbetrieb wieder „regulär“, ebenfalls an der TFH; an anderen Fachhochschulen sollte er bis spätestens 17. Dezember beendet werden.

### Abschluss des Streiks
Schon am 10. Dezember 1977 hatte Der Tagesspiegel mit Blick auf Westdeutschland gemeldet: „Der zweiwöchige Boykott des Studienbetriebs an zahlreichen deutschen Hochschulen ist gestern in den meisten Universitätsstädten zu Ende gegangen.“
Von studentischer Seite war zwar beabsichtigt, im Januar 1978 auf Versammlungen über die Wiederaufnahme des Streiks zu beschließen, doch sprachen sich diese Versammlungen entweder dagegen aus oder sie waren so schwach besucht, dass die Teilnehmer keine Entschlüsse fassten.
TU-Präsident Berger meinte dazu, „daß im vergangenen Jahr das Potential an den Universitäten zur Meinungsbildung ausgeschöpft sei und durch einen neuen Boykott nicht erweitert werden könne.“ Konsequenzen seien, „daß die Universitätsangehörigen für eine Stärkung der Selbstverwaltung gegenüber dem Staat einträten“ und auch der DGB wünsche, „sich stärker an den Hochschulen zu engagieren, … [um] zu einer stärkeren Arbeitnehmerorientierung des Studiums bei(zu)tragen …“ Der Präsident gab auch bekannt, „daß bisher keine Ordnungs- oder Strafverfahren von der TU im Zusammenhang mit dem Boykott im vergangenen Jahr beantragt worden seien.“ Am 24. Januar berichtet der Tagesspiegel, dass Gerichte zahlreiche universitäre Ordnungsbescheide aufgehoben hätten und titelt im konkreten Fall: „Gericht rügt Verfahrensmängel und zweifelt an der Verhältnismäßigkeit“.

## Wirkungsgeschichte
Unmittelbare Folgen des Streiks waren verschiedene Maßnahmen, die sich studentischen Forderungen anpassten, etwa die Erhöhung des BAföG-Satzes um 100 DM und die Abschwächung rigider Regelungen des neuen HRGs sowie das Aussetzen von Sanktionen. Kurios erschien schließlich, dass „die Wissenschaftsminister und -senatoren der SPD und FDP [feststellten], daß eine Änderung des Hochschulrahmengesetzes zur Zeit im Bundesrat an der Mehrheit der CDU/CSU regierten Länder scheitern werde.“ Es ist nicht zu ermitteln, ob in staatlichen und universitären Hierarchien erkannt wurde, dass die aufbegehrenden Studenten nicht ‚beruhigt‘ wurden – so stellte das Institut der Deutschen Wirtschaft im Januar 1978 fest, dass „eine Neuauflage der Studentenbewegung der Jahre 1967/68 […] unwahrscheinlich [sei]“. –, sondern daß der die Streikbewegung tragende Teil der Generation nach der 68er-Bewegung sich vom Engagement an den Universitäten zurückzog, um sich im Umweltschutz, der Energiepolitik (Anti-Atomkraft-Bewegung in Deutschland) oder in sozialen Projekten zu engagieren oder das Konzept einer neuen Lebens- und Arbeitsweise in eigenen Läden, Werkstätten und Firmen umsetzte oder Produktionsgruppen auf dem Lande gründete.

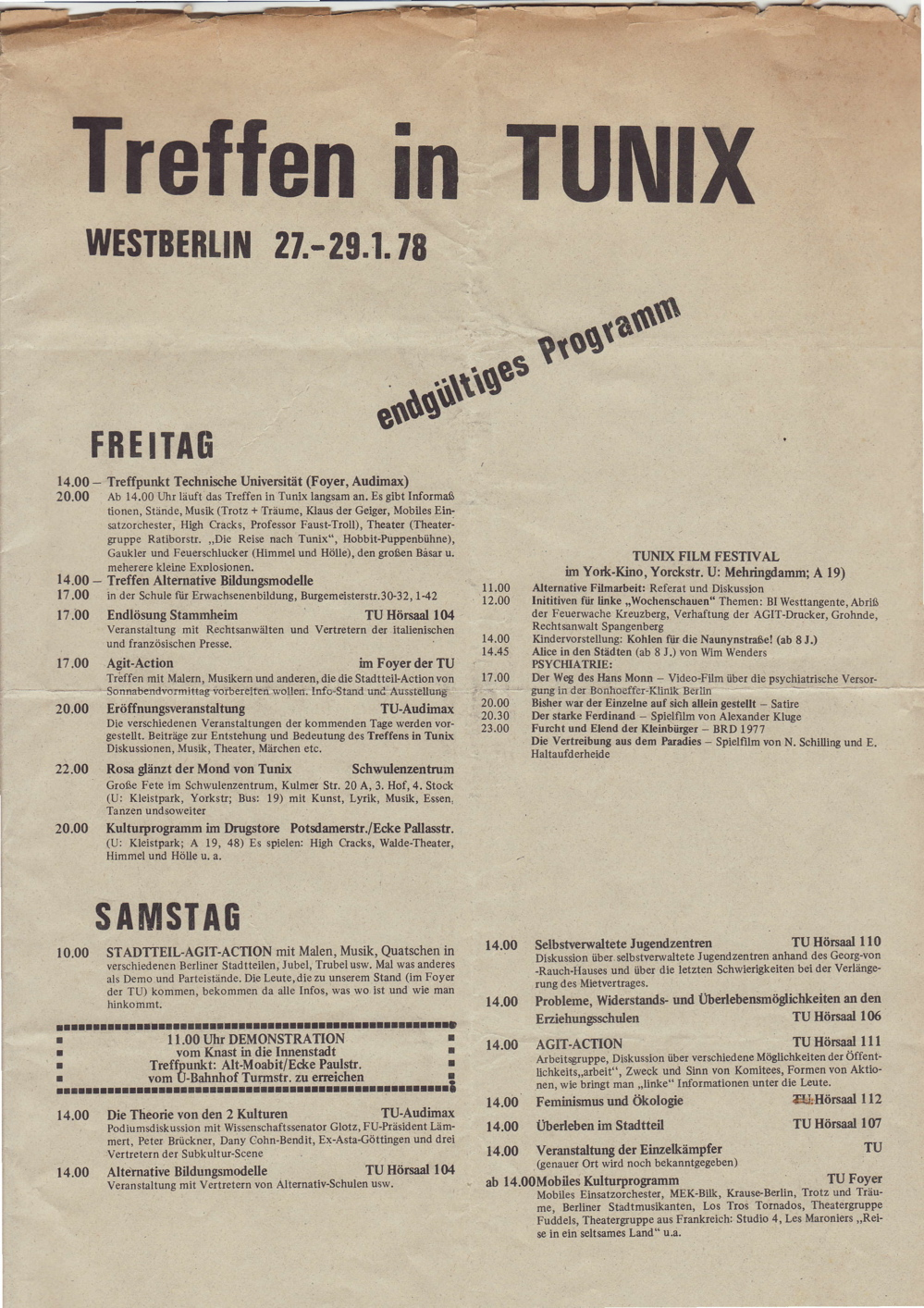
Deckblatt des Programmheftes von Tunix

Die Wirkungsgeschichte kann vorerst nur eine Geschichte von Beobachtungen sein. So ist zu beobachten, dass ab 1978 zahlreiche Projekte in den Berliner Stadtteilen gegründet wurden, vor allem in Kreuzberg. Ende Januar 1978 fand in Foyer und Audimax der Technischen Universität (TU) der Tunix-Kongress statt, der in erster Linie von universitären Initiativen organisiert und im Nachhinein auch schon als „Geburtsstunde der Alternativbewegung“ bezeichnet wurde. Die dort vertretenen Ideen und der Unistreik standen nicht nur in einem räumlichen Zusammenhang. „Alternativen schaffen“ hieß damals, sich nicht mehr auf die gesellschaftlichen, vor allem staatlichen Einrichtungen zu stützen oder sie individuell zu „unterwandern“ – wie es die 68er-Bewegung propagiert hatte –, sondern auf allen Ebenen einen Gegenentwurf aufzubauen. Diese Strategie galt im Gegensatz zu den Kommandos der RAF oder den lautstarken K-Gruppen als ‚sanft‘ und damit auch ‚unauffällig‘. Dies hatte zur Folge, dass sie in der ‚großen Öffentlichkeit‘ als auch in der Historie kaum beachtet wurde. Zudem kam es schon zwei Jahre später – 1979/1980 – zu den ersten Instandbesetzungen und der Hausbesetzer-Bewegung, die alle Aufmerksamkeit auf sich zog. Diese konnte sich – wieder in Berlin-Kreuzberg – auf eine entwickelte Infrastruktur und vielerlei Medien der Alternativen stützen. Die „Neue Studentenbewegung“ hatte sich nicht an den Universitäten konstituiert, sondern war in die Stadtteile ‚umgezogen‘.

### Rezeptionsgeschichte

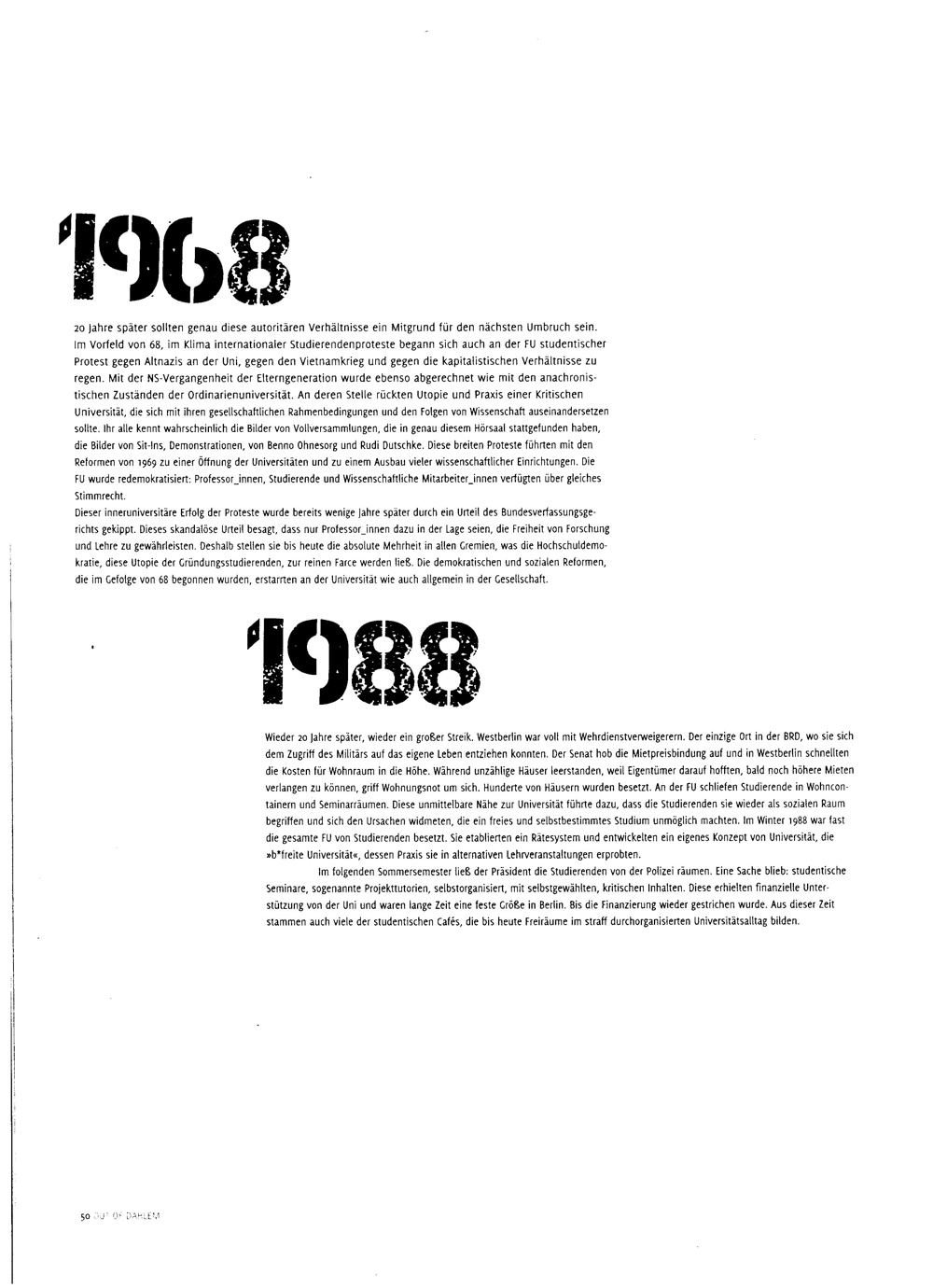
Darstellung der Jahreszahlen von Studentenstreiks in Berlin in der AStA-Zeitschrift 2009

Die Streiks an den Universitäten 1976/1977 bis 1978 sind trotz ihres Umfangs und der hohen Beteiligung sowie ihrer Bedeutung für die Geschichte der Neuen Sozialen Bewegungen weder in der Publizistik, noch in der Fachliteratur, in Kompendien oder auf den Webseiten von Universitäten erwähnt. Auch in (AStA-)Publikationen sind sie bis auf aktuelle Spuren nicht in Erinnerung. Meist wird in der Chronologie von Aktivitäten der Studenten nahtlos von 1968 zu 1988 übergegangen. Die einzige – noch zeitgenössische – umfassende Betrachtung erschien im April 1977 in Der lange Marsch – Zeitung für eine neue Linke, Nr. 26, Sondernummer zur neuen Studentenbewegung, West-Berlin April 1977.
Über 30 Jahre später, 2008, erschien anlässlich des Jahrestages „60 Jahre Freie Universität Berlin“ in der Asta-Zeitung „zwei Tage vor Redaktionsschluss“ ein knapper Beitrag unter fu60:Gegendarstellungen mit dem Titel: Der vergessene große Aufbruch.
Und erst als es anlässlich der Festlichkeiten zu „200 Jahre Berliner Universitäten“ zu intensiveren Nachforschungen kam, entdeckte eine studentische Vorbereitungsgruppe einen Film über den Streik 1976/77. Der Streik fand daraufhin auch Eingang in den von den Studenten verantworteten Teil der Ausstellung 2011.